# Városház tér (Miskolc)
A miskolci Városház tér a város közigazgatási központja, itt áll a Városháza és a Megyeháza. A hagyományos értelmezés szerint alig nevezhető igazi térnek, a hajdani Piac utca nyugat felé tölcsérszerűen kiöblösödő, illetve a régi Mészár utca észak felé szűkülő része alkotja. Keletről a Széchenyi István utca, nyugatról a Hunyadi utca, délről a Szent István tér, északról a Kis-Hunyad/Palóczy László utca határolja. A tér a második világháború előtt Horthy Miklós nevét viselte, a tanácsi rendszer idején pedig Tanácsház tér volt a neve.
Miskolc város történelmi magja a Sötétkapu és a Városház tér között alakult ki, de erről korabeli írásos adatok nem ismertek. Ezért fontosak a régészeti feltárások, amikre azonban a szoros beépítettség miatt alig van lehetőség. 1955-ben a második világháborús sérülései miatt lebontották a cím szerint Rákóczi utca 1. szám alatti, de a Széchenyi utcára néző házat. A telek újbóli beépítése előtt eredményes ásatásokat végeztek a területen: több 11. századból származó ház maradványait tárták fel (néhány alkalomszerű ásatás ezen kívül is történt a belvárosban). Az első, településszerkezettel kapcsolatos írásos emlékek a 14. századtól jelentek meg. Egy 1376-ban kiadott oklevél szerint a település utcákra tagolt, királyi birtoklású város volt, amelynek névvel jelölt utcái voltak. Az utcákra először latinul hivatkoztak, az első magyarul említett utcanév a Malom utca (Molomwcza) és a Piac (Pyach) utca volt. Miskolc középkori utcaszerkezetének kialakulásában döntő szerepe volt a Szinvának. Fő utcája a Piac utca a Szinvával párhuzamosan futott, utcái ebből ágaztak ki. Az első utcák a Szinva irányába vittek (ilyen volt a Malom utca is), az északra nyitó utcák közül az egyik első a Mészár utca volt, amely a Piac utca északnyugati irányú kitölcséresedéséből indult, és a város mészárszékeinek helye volt.
A Városház tér a Piac utca nyugati szakaszából és a Mészár utcából alakult ki. A Mészár utca nyugati oldalán épült fel a 17. század közepén a város első hivatalos épülete, majd a helyén a 18. század közepén egy újabb épület, amit már Városházának hívtak. A ma is álló, történelmi Városháza 1870–71 között épült fel. A Városházával szemben, 1727-re épült fel a vármegye első háza, a végleges épületet a 19. század első felében építették meg.

## Története

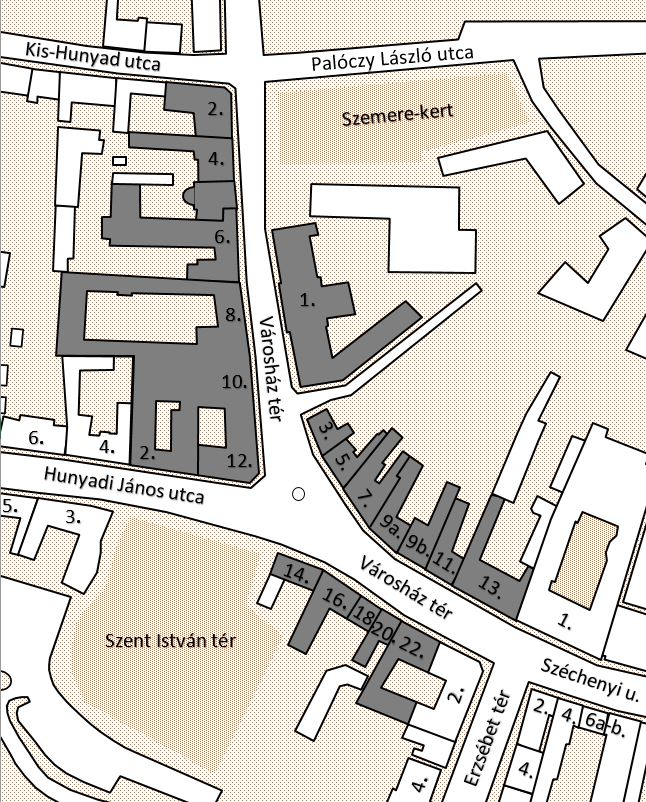
A Városház tér vázlatos térképe

Miskolc belterülete, illetve utcaszerkezetének a magva már a korai középkorban kialakult. Az utcahálózatot a Szinva folyásiránya határozta meg, ezzel párhuzamos, illetve ebből kiágazó utcák hálózata alkotta. Az Árpád-korban a település falusias jellegű volt. Az első, 11. századból származó házak maradványait egy 1955-ös ásatás során találták meg a Sötétkapu mellett. Egy 1376-ban kiadott oklevélben leírtak szerint a település utcákra tagolt, szőlővel beültetett hegyekkel körbevett, királyi birtoklású város volt. Az utcák és a szőlőhegyek mind névvel rendelkeztek. Ismert volt – többek között – a Piac utca, a Hunyad utca és a Mészár utca. A Piac utca a mai Városház tér közvetlen környéke, először ezt említette magyar nyelven egy 1548. évi dokumentum (Pyach). A Hunyad utca a Diósgyőri kapu közelében fekvő zsellérutca volt, ami a Piac utca nyugati folytatása volt, egy 1501-es irat tesz említést róla. Miskolc gazdaságának fontos objektumai voltak a mészárszékek, amelyek emlékét a Mészár utca őrizte, a Fábián utcát kötötte össze a Piac utcával. Itt épült a 17. század közepén az akkor még szerény Városháza, majd a helyén a 18. század közepén egy újabb – de még mindig nem a végleges – épület. A szoros telekkiosztás miatt a miskolci telkek keskenyek voltak, a házak szorosan egymás mellett épültek, ami tömör, egybefüggő, városias képet adott a miskolci főutcának.
Miskolc kora középkorban kialakult úthálózata lényegesen nem változott a következő évszázadokban sem, legfeljebb egyes utak jelentősége módosult, az áthaladó országutak fontosságával összhangban. A Csaba felől érkező országút Miskolc belterületén, a Piac utcán ágazott Diósgyőr és Szentpéter felé. A Diósgyőrbe vezető út a város főutcáján vitt át, majd szántóföldek között vezetett tovább. A közlekedés ezt az örökséget vitte tovább gyakorlatilag a 20. század végéig, miközben 1897-ben elindult a villamos, 1926-ban a busz, a személykocsi-forgalom pedig folyamatosan növekedett. Ez utóbbi a Városház tér északi szárnyát is terhelte. A tér a második világháború előtt Horthy Miklós nevét, a tanácsi rendszer idején pedig a Tanácsház tér nevet viselte. A sétálóutca 1984-es kialakítása nemcsak a Széchenyi utcát, hanem a Városház teret is érintette, így ezután a járműforgalmat csak a villamosjáratok jelentik, amelyeknek mindkét irányban megállói is vannak a téren.
A tér közepén hajdan több olyan térelem állt, ami viszonyítási pontként is szerepelhetett. A 19. században állt itt egy vasoszlop, rajta VÁROSHÁZTÉR felirattal. Több századforduló körüli felvételen is szerepel a nevezetes „négyes lámpa”, egyiken az oszlop tövében – lévén még ekkor is piactér – egy asszony árulja portékáját. A piacozási lehetőséget a Városház téren és a Főutcán a Vásárcsarnok 1926-os átadása után szüntették be. A 20. században különböző kialakítású virágágyásokkal bővült a Városház tér közepének arculata. A négyes lámpa utódjaként lehet tekinteni Litwin József 1980-as években készült szép kandeláberére, amely egy ötszögletű talapzaton állt. Végül 1994-ben ennek a helyén állították fel Melocco Miklós hatalmas Széchenyi-szobrát, amit ellentmondásosan fogadott mind a szakma, mind a közvélemény.

## Képek

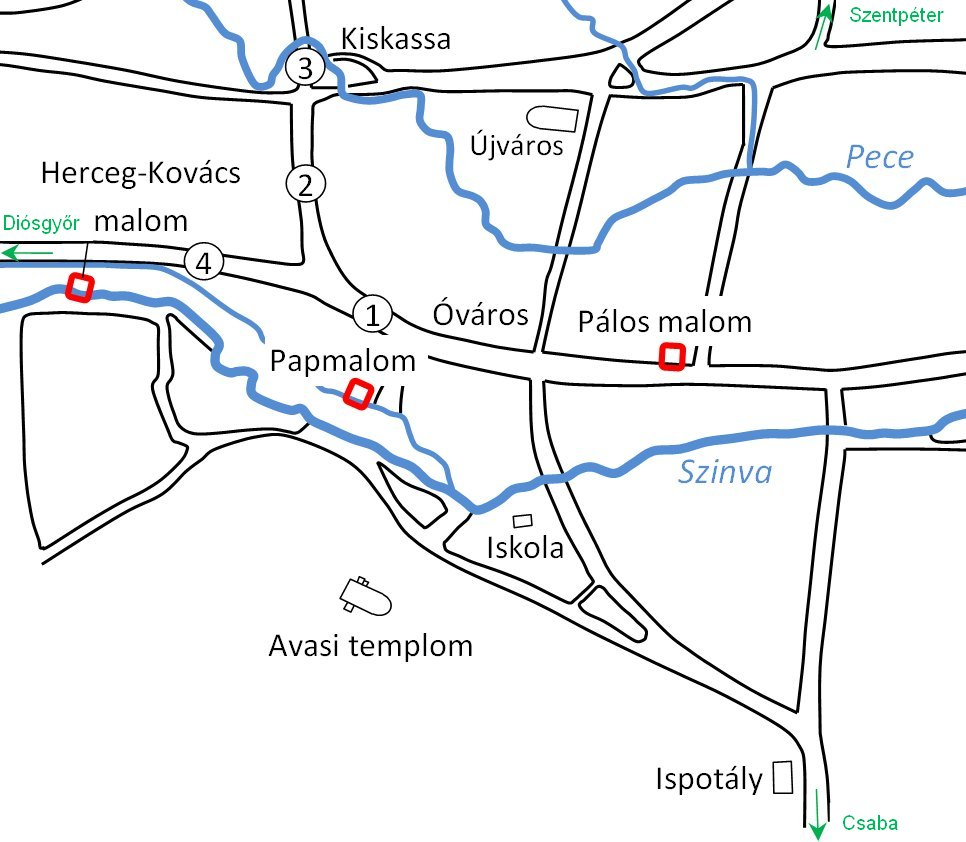
Miskolc városszerkezete a középkorban (utcák: 1 – Piac, 2 – Mészár, 3 – Fábián, 4 – Hunyad)
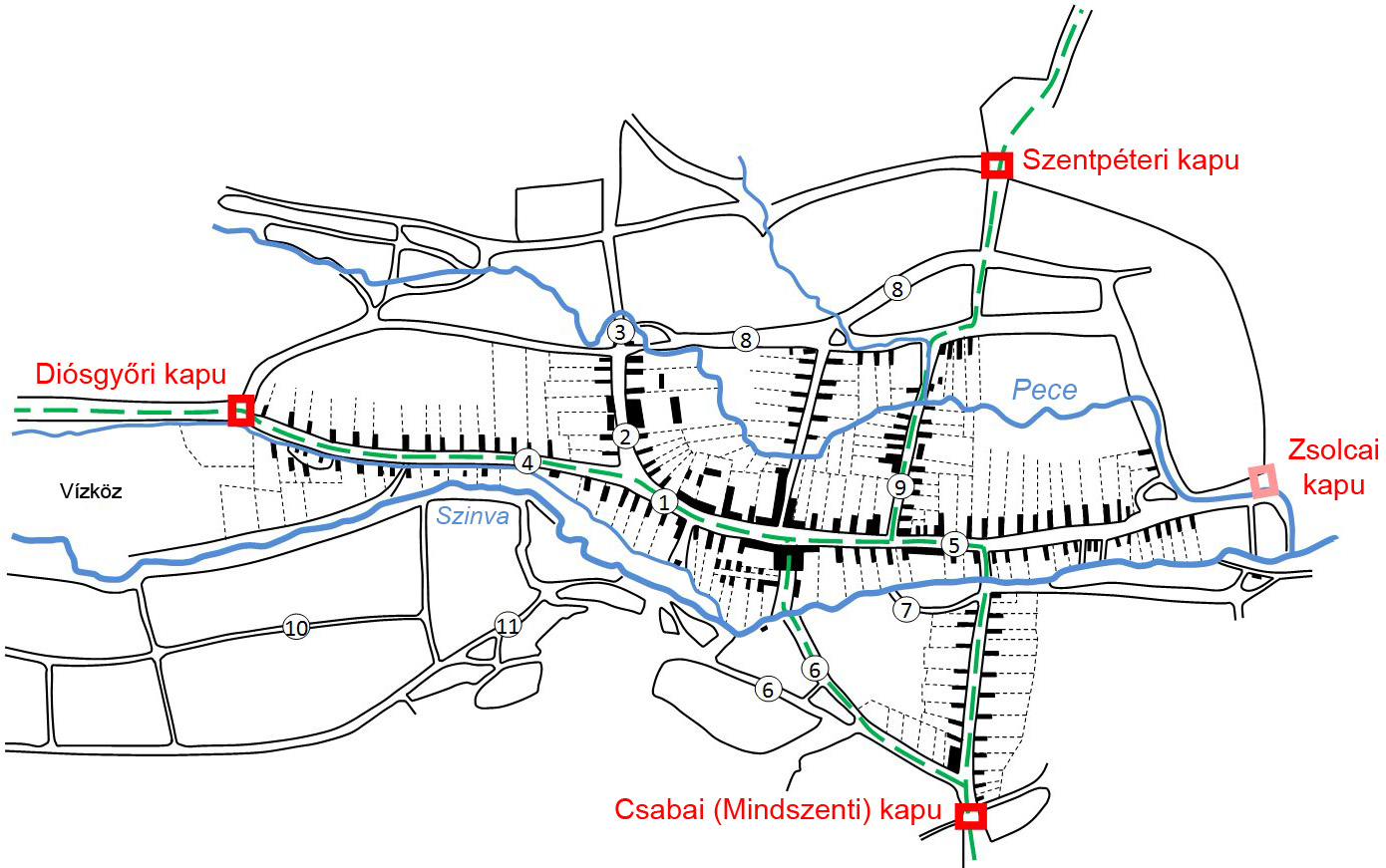
Miskolc térképe a 16–17. században. Az utcanevek: 1 – Piac, 2 – Mészár, 3 – Fábián, 4 – Hunyad)
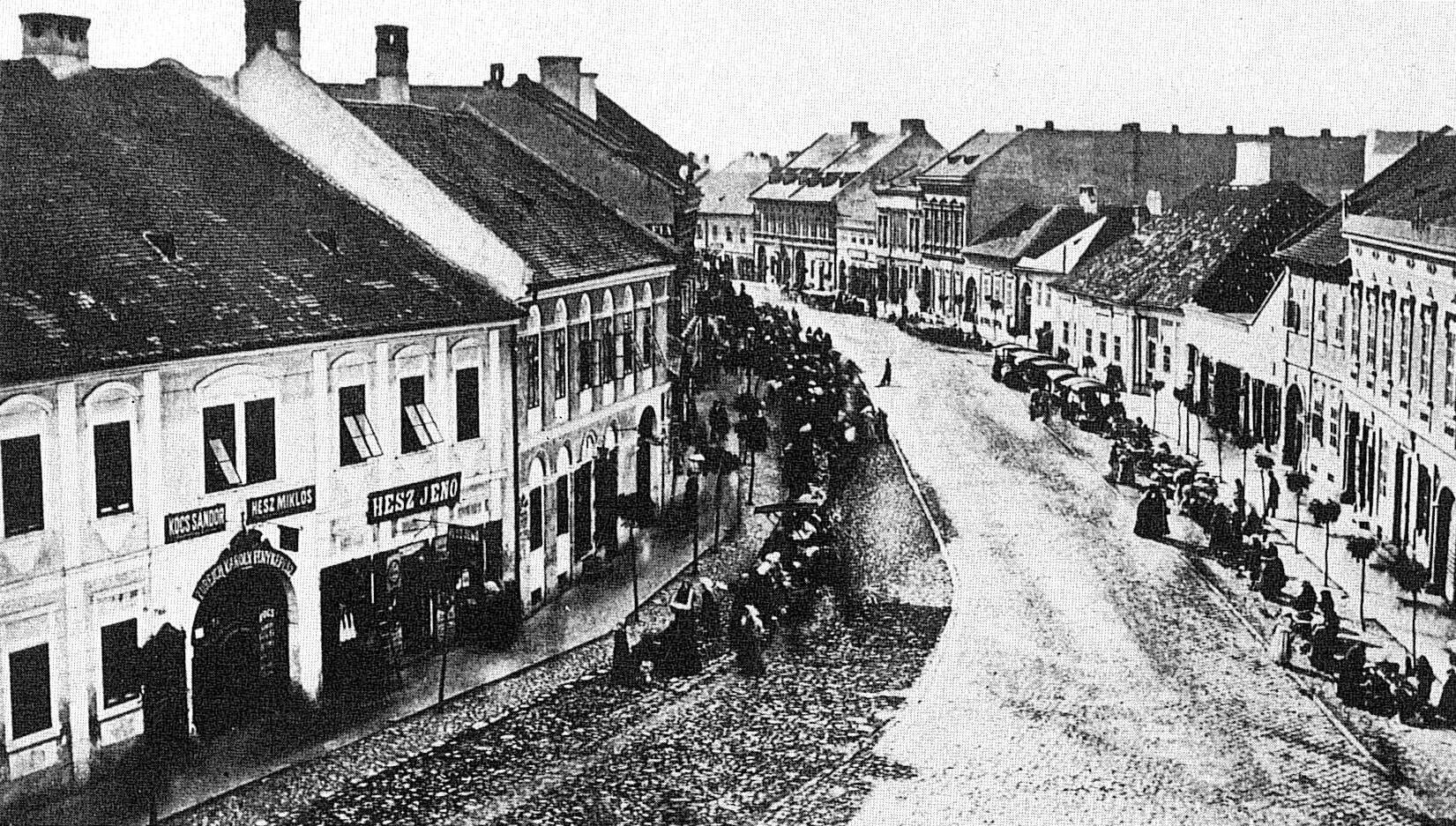
Piac a főutcán 1884-ben
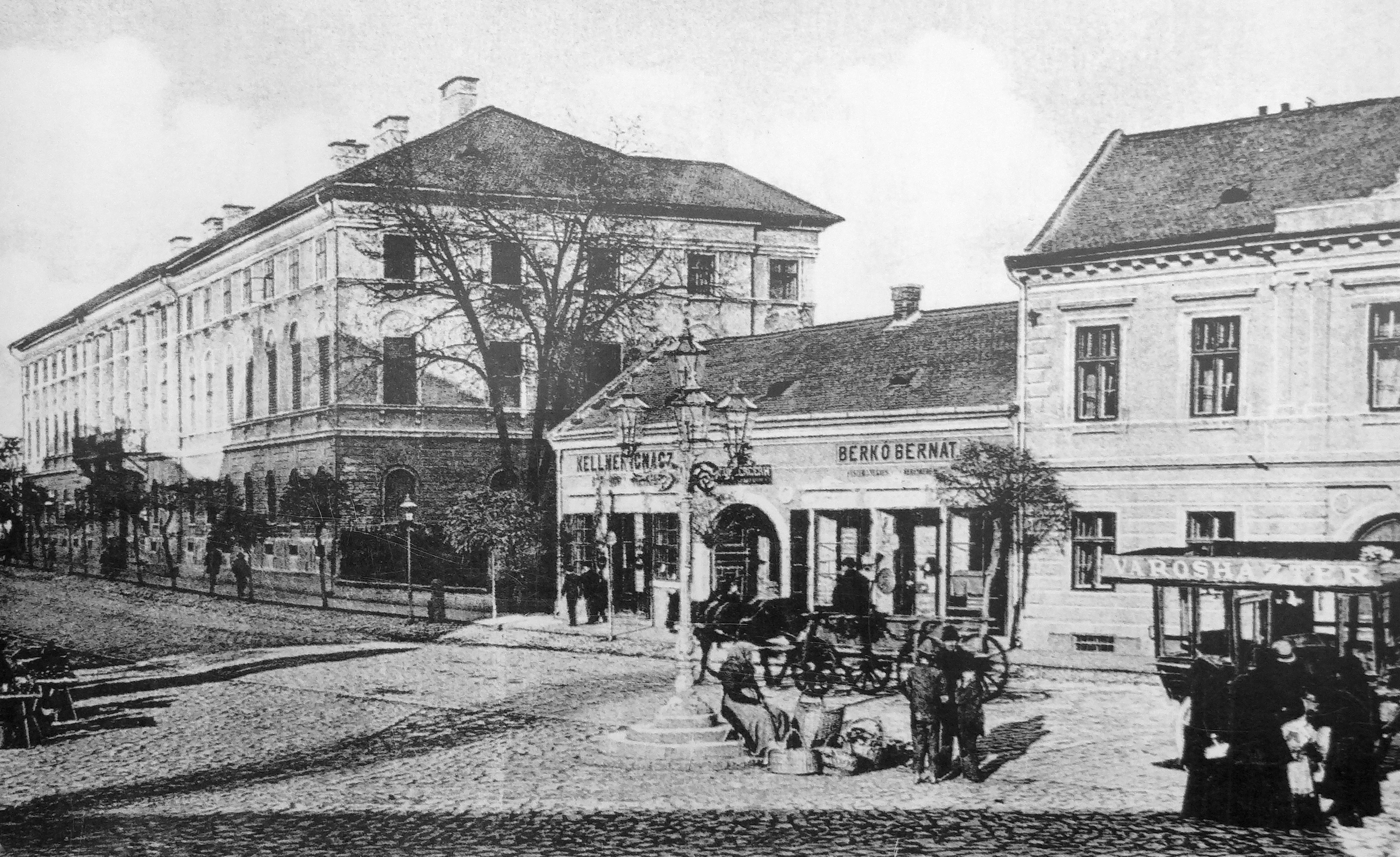
A „négyes lámpa” 1897-ben
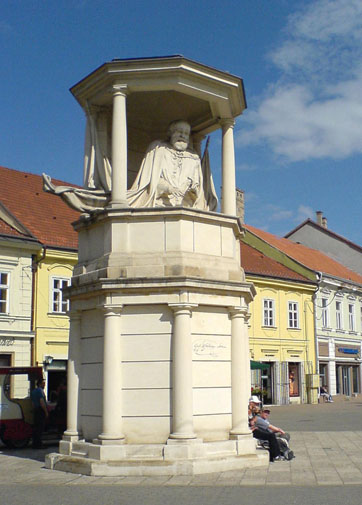
Melocco Miklós Széchenyi-szobra
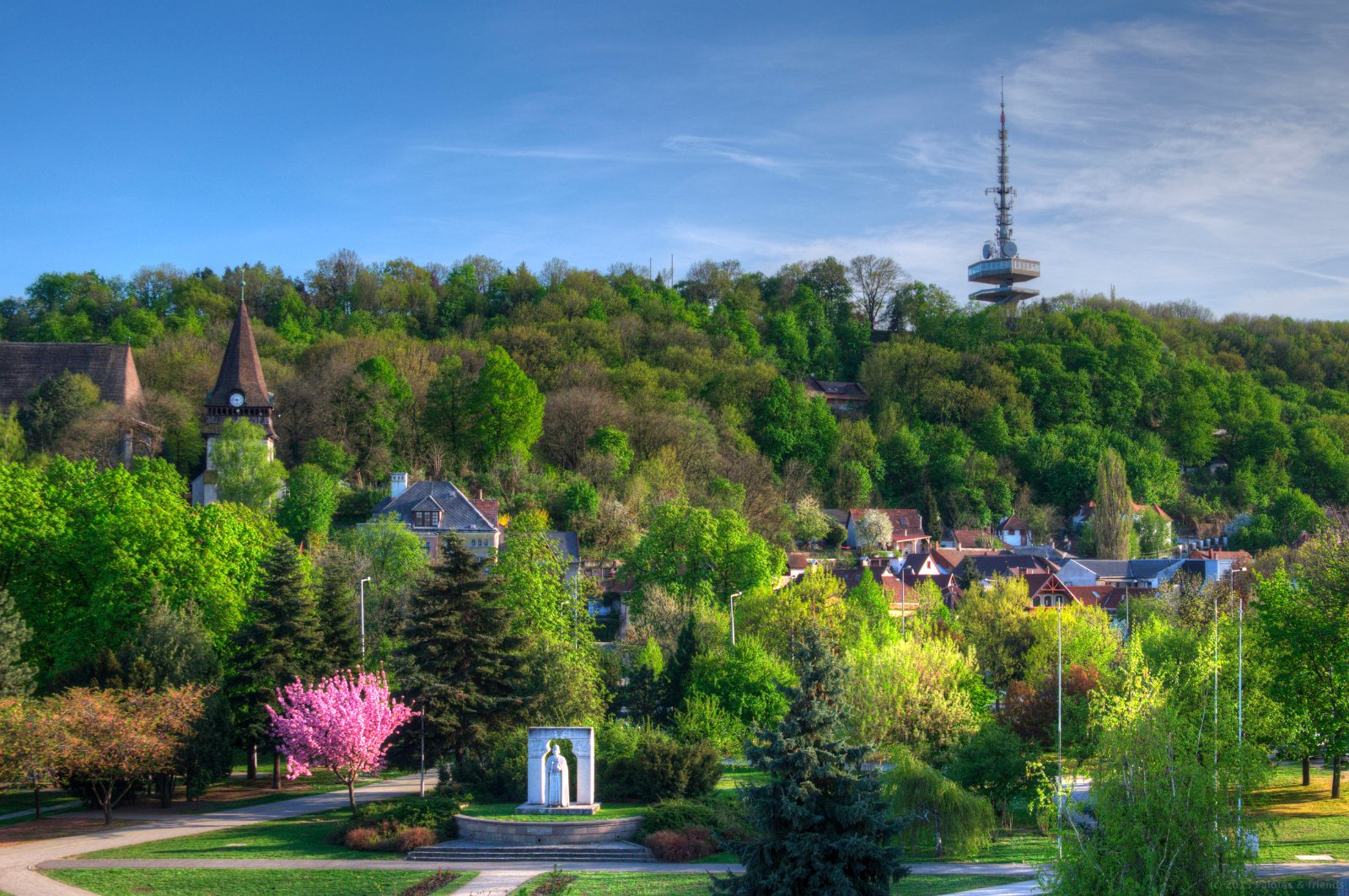
Az Avas látképe a térről
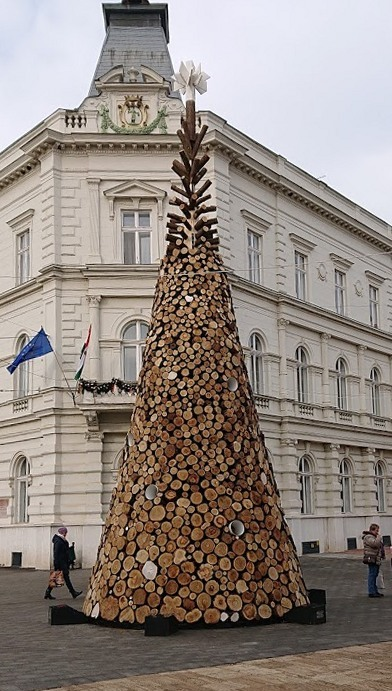
Formabontó karácsonyfa tűzifából, 2019
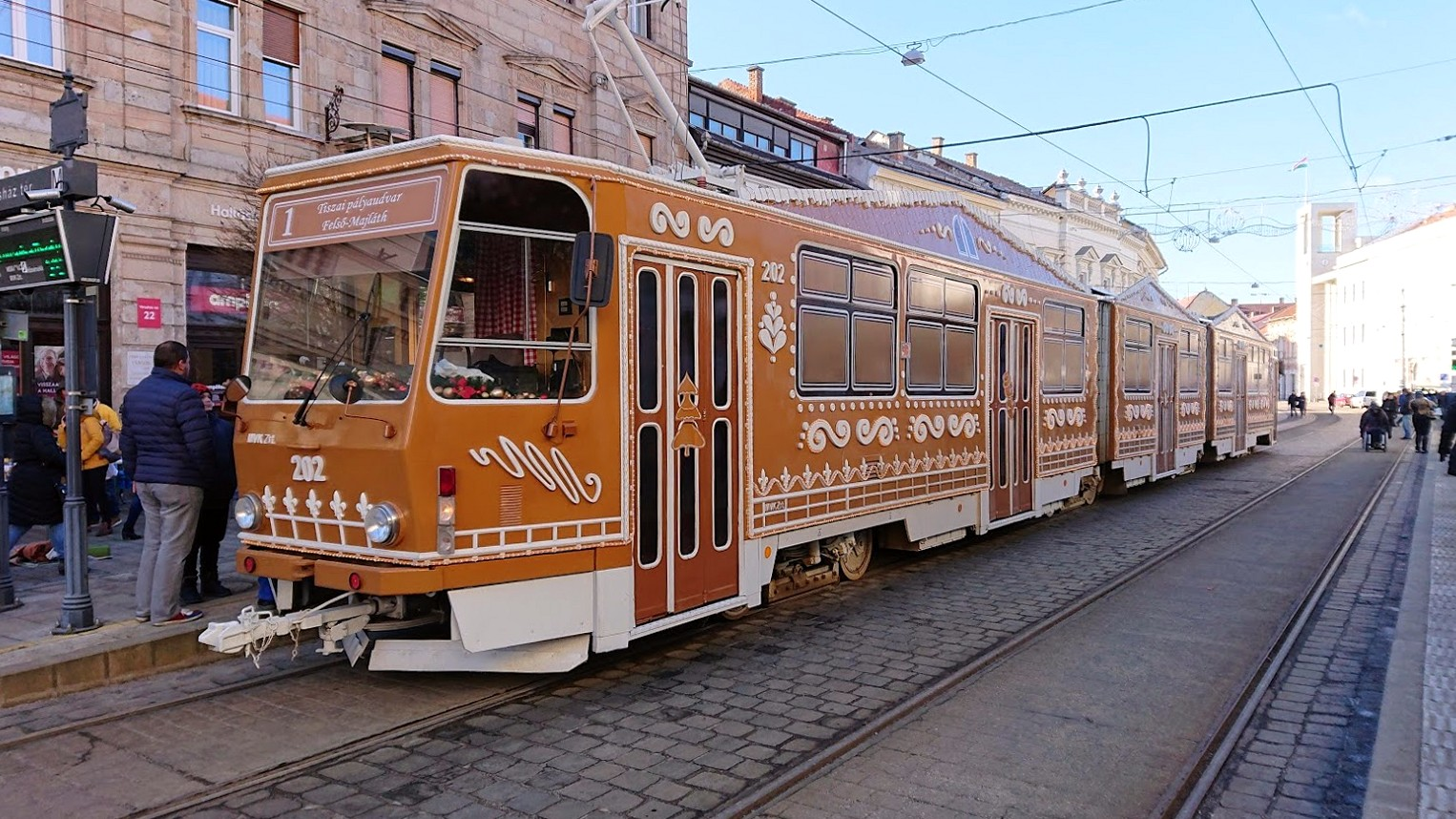
A 2019-es adventi villamos a Városház tér villamosmegállóban

## A Városház tér épületei

### Páratlan oldal
Szemere-kert
A Szemere-kert szorosan kapcsolódik a Városház térhez, és területe korábban a Megyeházával volt kapcsolatban. A park a Városház tér, a Palóczy László utca és a Patak utca, valamint a Megyeháza 1968-ban felhúzott épülete által közrefogott területen fekszik. A megye 1723-ban hat telket vásárolt egymás mellett, és ezeken összesen hat épületet emeltek, köztük a Megyeháza első változatát. A Szemere-kert területe is be volt építve, itt volt a „Bagolyvár” is, ami állítólag az egyre romosodó épületben tanyázó madarakról kapta a nevét. A város vezetőit Szemere Bertalan halála óta foglalkoztatták az első felelős magyar kormány belügyminisztere, miniszterelnöke emlékének méltó ápolása, utca elnevezéséről és egész alakos szoborról volt szó. A szobor elhelyezésével kapcsolatban először az Erzsébet tér merült fel (a Kossuth-szoborról ekkor még nem volt szó), majd 1903-ban döntöttek a Bagolyvár helyének felszabadításáról. Róna József hamar el is készült a szoborral, de a felállítást még 1905-ben is akadályozták a körülmények. A területen végül 1906-ban alakították ki a parkot, a szobrot pedig november 11-én avatták fel. A szobor itteni elhelyezése akkoriban jelképnek is számított, mivel a parkot keletről határoló Patak utca túloldalán állt az azóta már lebontott Palóczy utcai zsinagóga, és Szemere a zsidók emancipációjának híve és támogatója volt. A park keleti végén 1990-ben fából készült emlékoszlopot állítottak a második világháborúban elesett miskolci hősök emlékére.
Megyeháza (Városház tér 1.)
A mai Megyeháza elődépülete 1694-ben épült vendégház számára, ahol a város a vendégeit szállásolhatta el. 1723 után, amikor kötelezték a megyéket székház építésére, Borsod vármegye a még mindig Mészár utcának nevezett terület keleti oldalán felvásárolta a szükséges telkeket, és 1727-re megépíttették a vármegye házát. Az épület állaga viszonylag rövid idő alatt annyira leromlott, hogy újat kellett építeni. Bonyodalmas huzavona után végül 1826-ra készült el az épület, de csak néhány változtatás után tudták használatba venni. 1843-ban leégett a tetőzete és beomlott a díszterem födémje. Miks Ferenc, majd Árva Pál tervei alapján az 1910 körüli időkig tartott a felújítás. 1939-ben restaurálták a főhomlokzatot, azután 1941–42-ben új szárnyat építettek hozzá a déli oldalon, majd 1968-ban az északi oldalon, az egykori tömlöc helyén is emeltek egy új épületet. A törzsépület klasszicista stílusú, U alakú épület, Városház tér felőli oldalán 7+5+7 axisú. A földszinti ablakok félkörívesek, az első és a második emeletiek egyenes záródásúak. A középrizaliton négy konzollal alátámasztott kovácsoltvas erkély van a három franciaablak előtt. A Megyeházától északra terül el a Szemere-kert.
Herke-ház (Városház tér 3.)
Az épület homlokzati traktusait 1892-ben alakították ki, de maga a ház már korábban is állt. A Városház tér felőli részen mindig is különböző üzletek működtek (hús-, szatócs-, fűszer-, dohánybolt, pékség, kávézó), 2017-ben dohánybolt és halsütöde volt benne. A ház udvari részeit a Közterület és Piacfelügyelőség ügyfélszolgálata foglalta el. A szerény megjelenésű, földszintes épület (a négyes lámpát mutató fotón a háttérben látszik a ház) Herke József tulajdona volt, és arról nevezetes, hogy ennek a háznak az udvari helyiségeiben volt Miskolc első nyomdája, Szigethy Mihály 1812 és 1833 között működtette itt vállalkozását. Itt készült a korában rendkívül népszerű Miskolczi Nemzeti Kalendáriom, amiből évente nyolcezer példány lelt gazdára, valamint Szrogh Sámuel Miskolcznak a’ javai című költeménye.
Vadnay–Szeremley-ház (Városház tér 5.)
Műemlék. A házat Vadnay Gábor ügyvéd építtette a 19. század első évtizedeiben, azután valószínűleg házassági kapcsolatok alapján jutott Szeremley Lajos birtokába, innen adódik a ház kettős elnevezése. A helyiek ugyanakkor Petőfi-házként is emlegetik, mivel a költő 1847. július 7–9. között – a jó barát házigazda meghívására – itt szállt meg a földszint jobb oldali részében. Erre a ház falán elhelyezett emléktábla (július 8-i dátum szerepel rajta) emlékeztet. A klasszicizáló késő barokk épületet a 19. század végén a Szeremley család átépíttette, ekkor nyerte el mai eklektikus kialakítását. A ház zárt sorú, U alaprajzú, szimmetrikus megjelenésű, 2+1+2 tengelyű, egyemeletes épület. Udvari homlokzatán konzolos függőfolyosó van. Földszinti helyiségei boltozottak, az emeletiek sík mennyezetesek. Középső tengelyében helyezkedik el a köríves, kőkeretes kapu, amelybe két oldalon bevésték az egykori folyamatos házszámozást (2465 Sz.). A kapu fölötti egyetlen franciaablak előtt kovácsoltvas korlátos erkély helyezkedik el, amit két oldalról ión fejezetű pilaszterek öveznek. A szélső tengelyekben két-két egyenes záródású ablak van, fölöttük egyenes szemöldökpárkánnyal. A földszintet a kapu két oldalán az üzletek (2017-ben borkóstoló és képkeretező) kirakatai és bejáratai foglalják el. Udvarán konzolos függőfolyosó van.
Bakos- vagy Mázer-ház (Városház tér 7.)
Műemlék. A 19. század elején a ház tulajdonosai Kun János és Kun József voltak. A ház Bakos-házként ismert, mert 1920 és 1940 között Bakos Kálmán szerepelt a háztulajdonosok jegyzékében. Mindazonáltal a 19. század végén Mázer-ház néven hivatkoztak rá, ezért előfordul ez az elnevezés is. Zárt sorú, U alaprajzú, egyemeletes épület. A házat a 19. század vége felé erősen átalakították, udvari homlokzata ennek a nyomait viseli. A ház szimmetrikus kialakítású. A kapu kőkeretes, kosáríves zárású. A homlokzatot a földszinttől a koronázópárkányig tagolatlan felületű lizénák osztják. A két szint között, a ház teljes szélességében osztópárkány fut végig. Ablakai kőkeretesek, fölöttük íves szemöldökpárkány van, a középső két ablak fölött közös kialakítással. Korabeli fotókon látható, hogy előbb a jobb, majd a bal oldalon is kialakították a földszinti boltokat, két kirakat, egy bejárat osztással (az 1884-es fényképen a jobb oldali cégéren Hesz Jenő, a kapubejáró fölött Hesz Miklós és Kocs Sándor neve olvasható). Ebben az épületben működött évtizedekig a híres Petró-féle könyvkötészet. Az épületet 2005-ben felújították. A 2010-es években étterem és zálogház működik a házban.
Bartányi-ház (Városház tér 9/a.)
Nem tudni, miért egy szám osztódik kétfelé a két szomszédos épület esetén, amikor már a 19. század elején is két külön telken álló házakat jegyeztek fel, Rácz Ferenc és Király Mátyás volt a két tulajdonos. A mostani ház építési idejéről nincs biztos információ, stílusjegyek alapján az 1920-as éveket valószínűsítik. A tulajdonos Bartányi Gyula ügyvéd volt, aki Kubacska István vaskereskedő lányát vette el feleségül, és nászajándékba kapta a házat az apóstól. Homlokzata hattengelyes elrendezésű, emeleti ablakai egyenes záródásúak, fölöttük kagylós-akantuszos díszekkel és timpanonos szemöldökpárkányokkal. A köríves zárású kőkeretes kapu a homlokzat jobb oldalán van (innen nyílik a szomszédos, 9/b. épület bejárata is, az is Bartányi Gyula tulajdona volt), sugaras lunettával. A bal oldali részen mindig üzlethelyiségek voltak, itt volt Nagy Miklós híres fűszer-csemegekereskedése, a 20. század második felében pedig sokáig sportszerüzlet (ez volt a „nagy sportszer”) működött benne. Az udvari épületrész a nyugati oldalra épült. Az épületet a 2010-es évek második felében felújították. A földszint 2017-ben bankfióknak ad helyet.
Az egykori Trillhaus/Doro/Rácz-cukrászda épülete (Városház tér 9/b.)
Ez az épület is Bartányi Gyula ügyvéd tulajdona volt, de a ház eredetileg földszintes volt. Az ügyvéd 1900-ban nyújtott be kérelmet: „a szomszédos telken lévő ócska földszintes házamat elbontom és ugyanazon a telken az utcán egy egyemeletes, az udvarban pedig egy földszintes épületet … szándékozom építeni”. Az új ház kinézete jobban nem is térhetett volna el a szomszéd épülettől, még a főpárkánya is inkább a keleti oldalon lévő, 11. számú házéhoz igazodik. Az épület 1+2+1 tengelyű, egyenes záródású ablakai fölött vakolatdíszek és látványos szemöldökpárkányok vannak. A ház bejárata a 9/a. szám kapujával közös. Az udvari épületrész a keleti telekhatárra épült, így az összekapcsolható volt a 9/a. udvarával. A földszinten működött Trillhaus Gyula (1870–1919) cukrászdája, amelynek hírneves berendezését maga tervezte. A berendezés 1960-ban a Vendéglátóipari Múzeumba került. A tulajdonos halála után lánytestvére, Polatschek Béláné vitte tovább az üzletet, de 1935-ben Doró Ernő, majd 1942-ben Rácz Kálmán vette meg. A Rácz cukrászda az államosításig, 1951-ig működött magánvállalkozásként, de Rácz Kálmán ezután is ottmaradt alkalmazottként. Az 1960-as évektől Dominó néven működött „eszpresszó” az üzlethelyiségben. Később, 1987-ben még kísérletet tettek a Rácz cukrászda felélesztésére, de pár év után egy mobilcég költözött a helyére. 2017-ben bankfiók működik benne, és csak a bal oldali tengelyben van egy kis fagylaltozó.
A Mezőgazdasági Hitelszövetkezet egykori épülete (Városház tér 11.)
A ház építéséről nincs adat, de az jól látható, hogy magassági ritmusában a szomszédos Almássy-kúriához illeszkedik. 1900-ban Hercz Jenő tulajdonos folyamodott a portál és bizonyos belső részek átalakításához engedélyért, amit meg is kapott. 1910-ben Pfliegler Károly volt a tulajdonos. Nem sokkal később azonban az Országos Központi Hitelintézet vásárolta meg a házat, és helyi szervezete, a Tiszajobbparti Körzeti Mezőgazdasági Hitelszövetkezet működött benne. Az intézmény 1950 előtt megszűnt. A földszinten gyakran változtak az üzletbérlők, illatszerbolt és ingatlanközvetítő is működött itt. A későbbi években itt volt a Tatár-féle divatáruüzlet, 2017-ben fodrászat és a már évtizedek óta itt székelő Hollóházi Porcelángyár mintaüzlete található az üzlethelyiségekben. Az egyemeletes épület négytengelyes, kapubejárata a keleti oldalon van. A házat a 2000-es évek első felében felújították.
Almássy-kúria (Városház tér 13.)
Az Almássy család 1768 és 1793 között telepedett le Miskolcon, és kúriájuk építését Almássy Károly (1777–1847) fejezte be barokk stílusban. Almássy egy ideig ebben a házban látta vendégül a Miskolci Nemzeti Kaszinó üléseit (a társaság később a Színház épületében kapott otthont). A ház egyes részeit a későbbiekben többször átépítették, ezért 19. századi, romantikus elemek is felfedezhetők rajta. Szimmetrikus homlokzatú épület, legjellegzetesebb eleme a középrizalit tengelyében nyíló kőkeretes kapuzat. Két oldalán egy-egy szabadon álló oszlop áll, amik (és három konzol) a fölötte lévő, kovácsoltvas rácsos erkélyt tartják. Az erkélyre köríves záródású franciaablak nyílik, a többi ablak egyenes zárású. A házban 1984-ben nagy erejű gázrobbanás történt, ami elsősorban az emeleti részben és a tetőszerkezetben okozott nagy kárt. A helyreállítást régészeti feltáró munka előzte meg, amivel az 1990-es évek közepén végeztek. 2001-ben itt adták át az EU-csatlakozást előkészítő megyei információs központot, az Európa-házat, ezért gyakran Európa-háznak is nevezik.

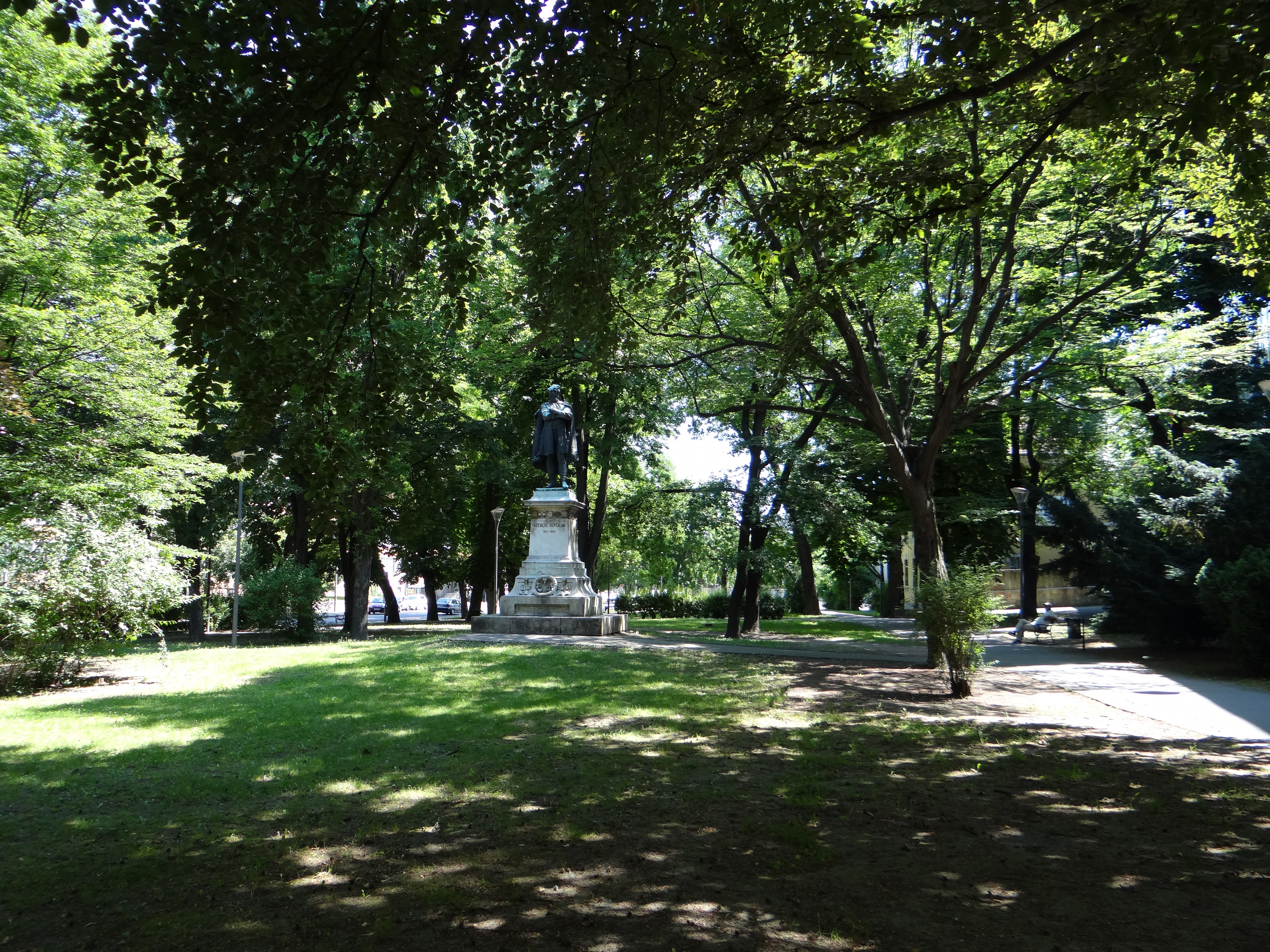
Szemere-kert
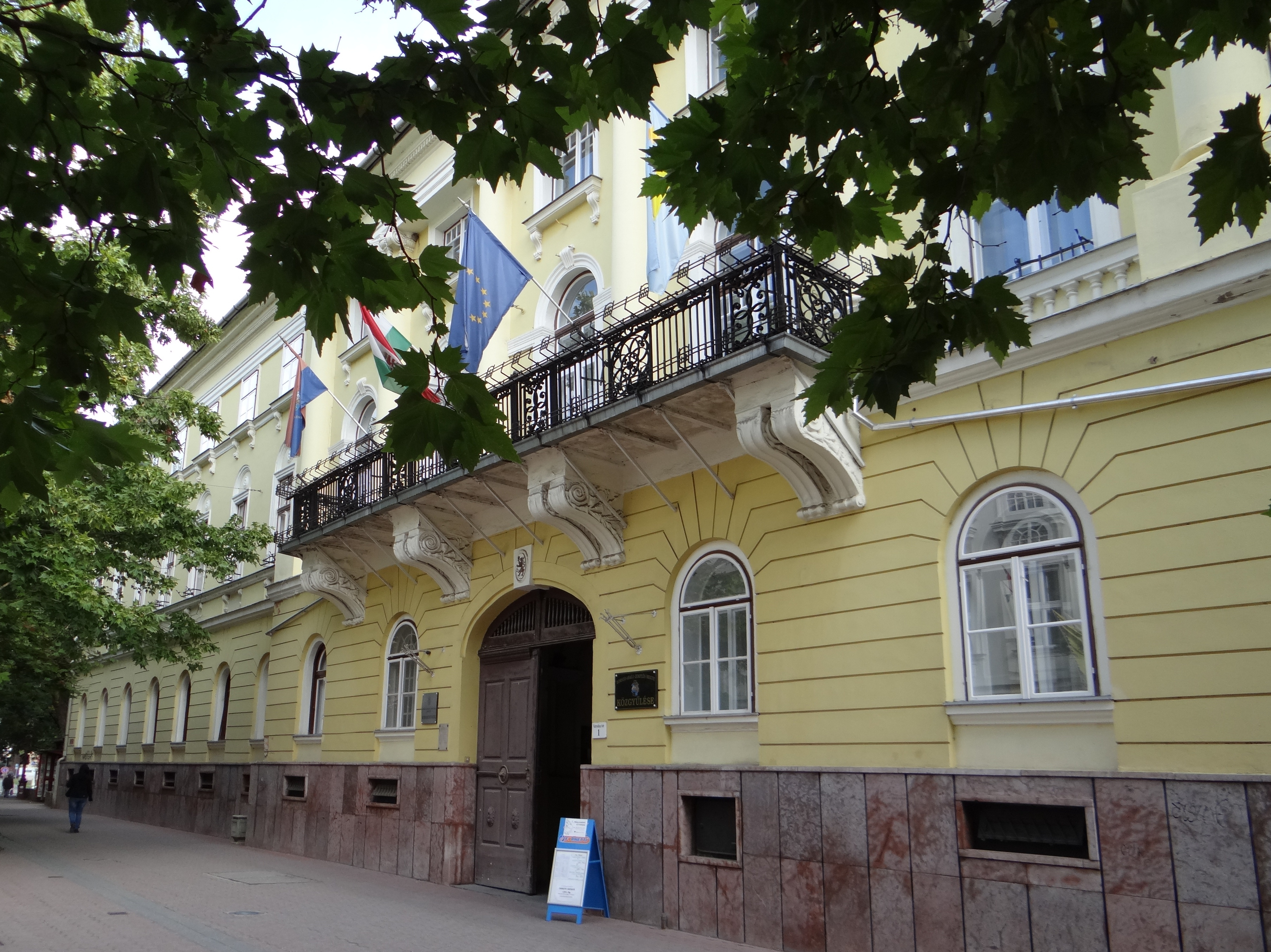
Megyeháza (1. sz.)
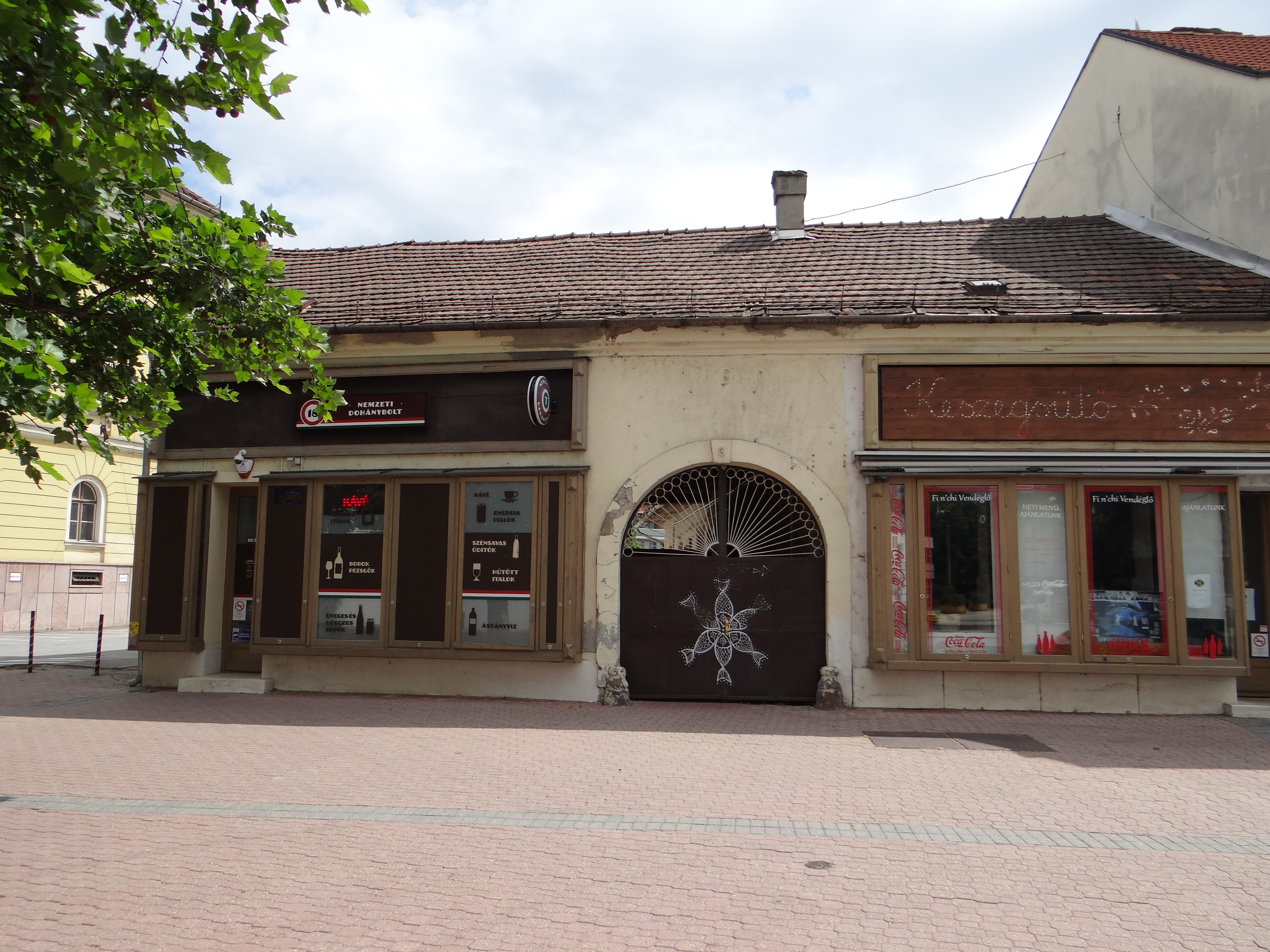
Herke-ház (3. sz.)
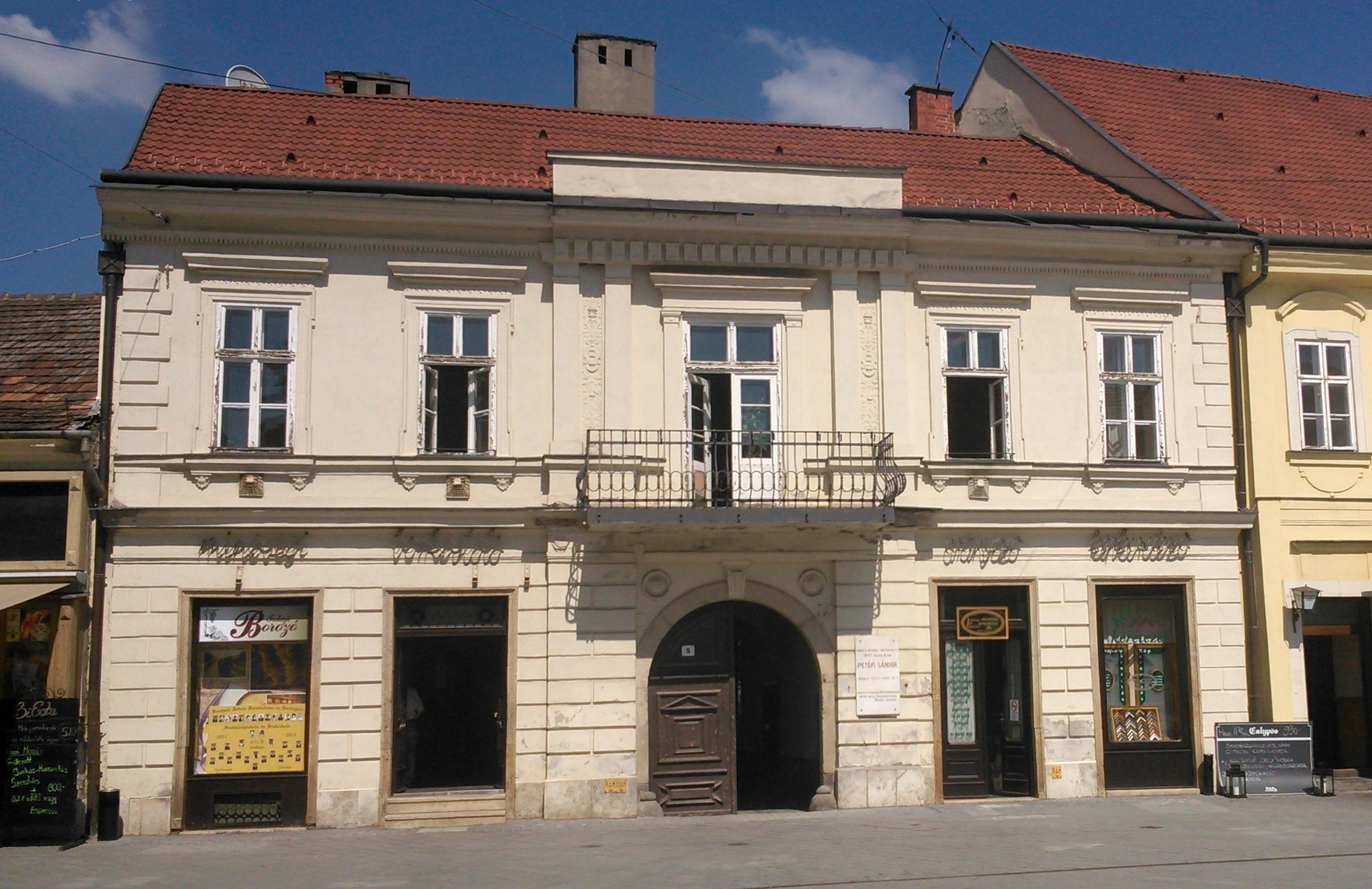
Vadnay–Szeremley-ház (5. sz.)
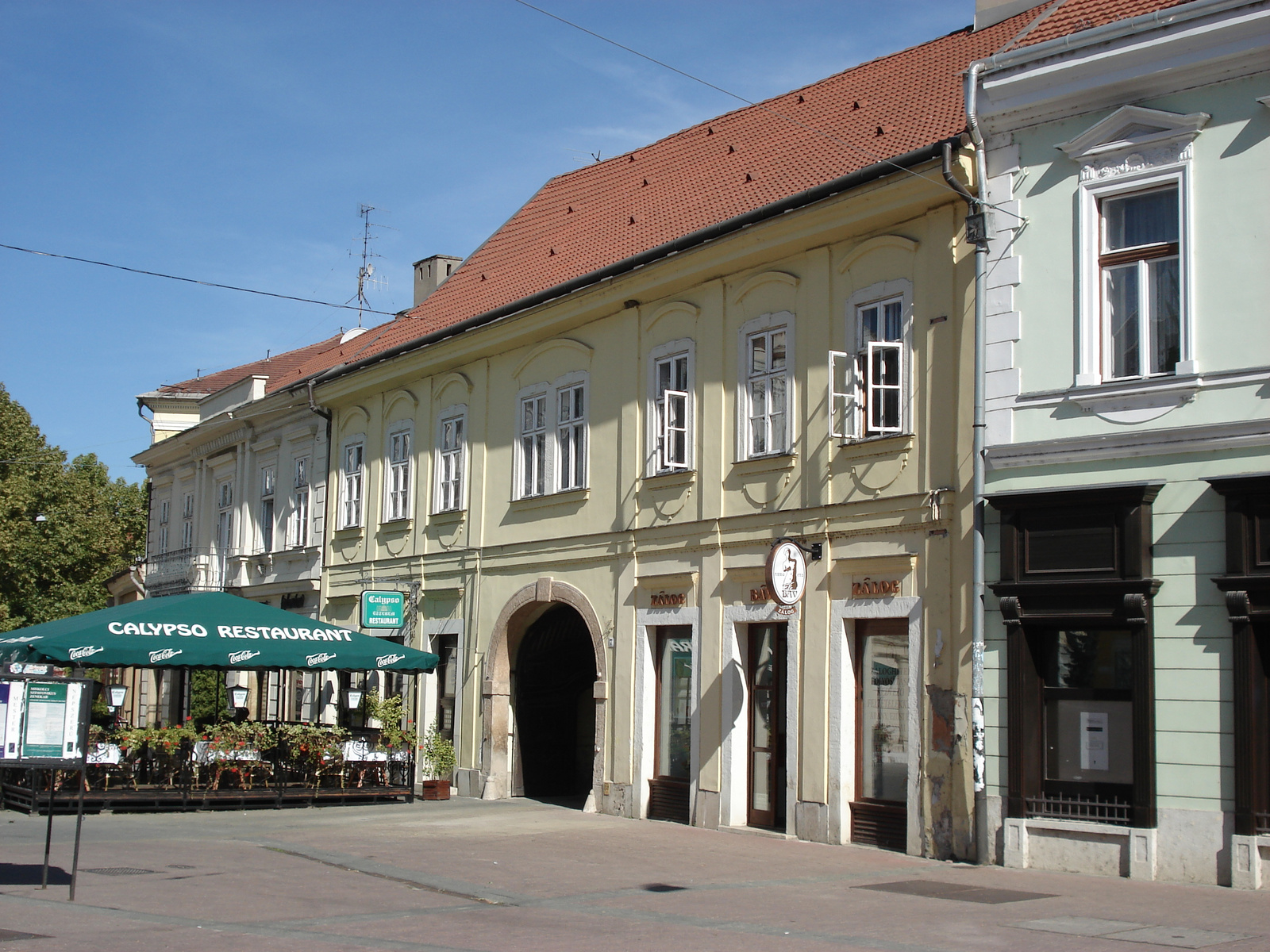
Bakos-ház (7. sz.)
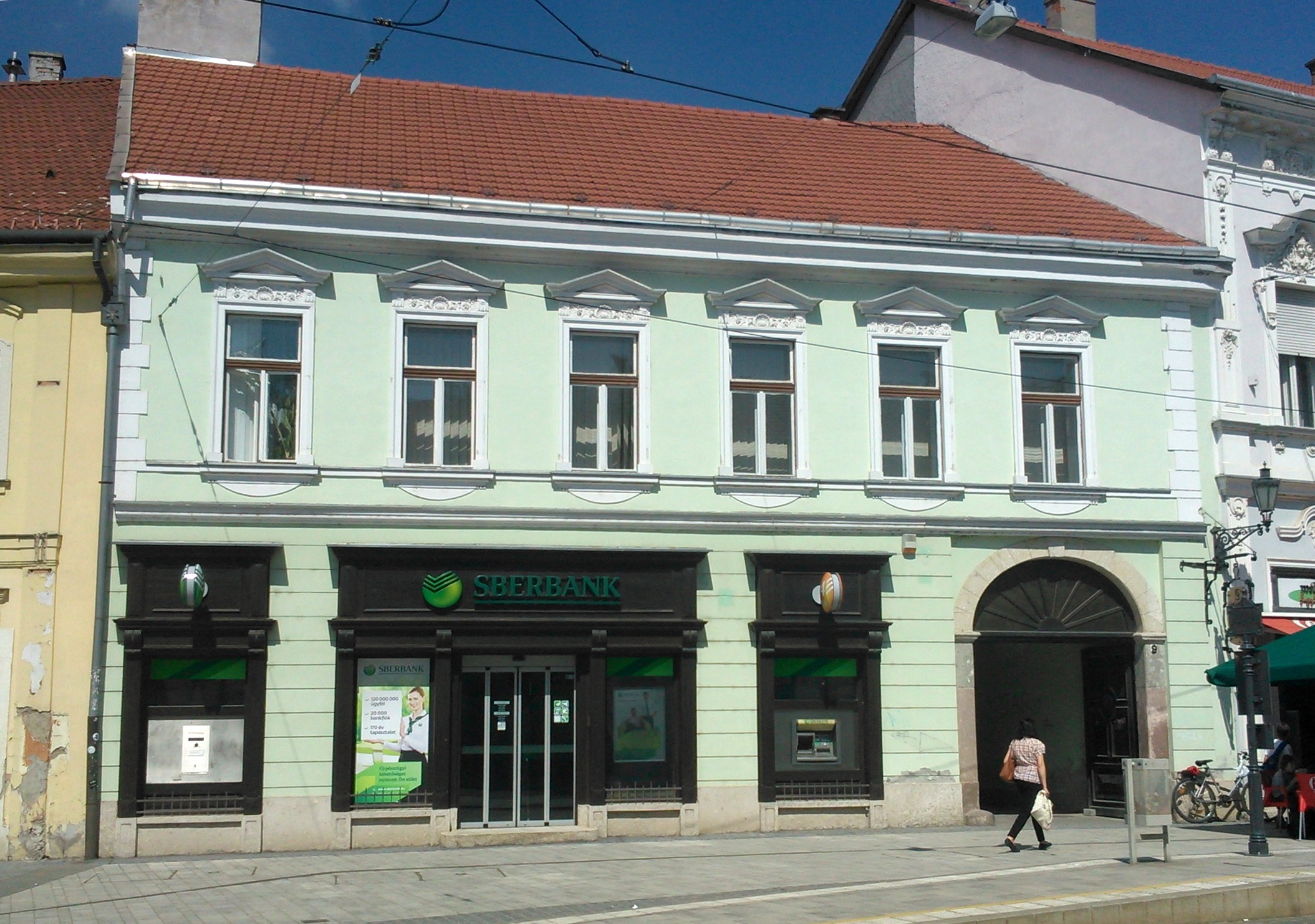
Bartányi-ház (9/a. sz.)
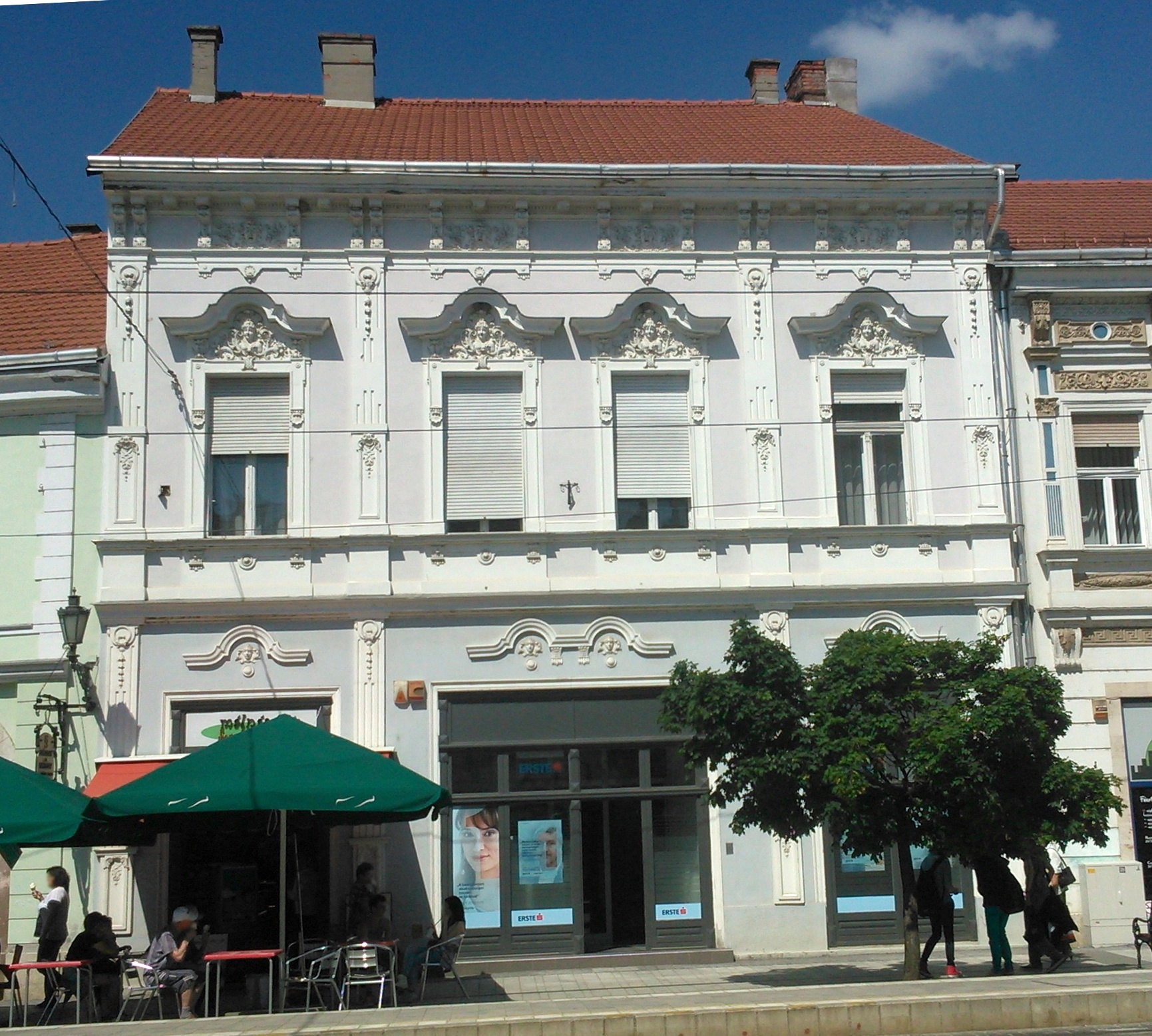
Több cukrászda épülete (9/b. sz.)
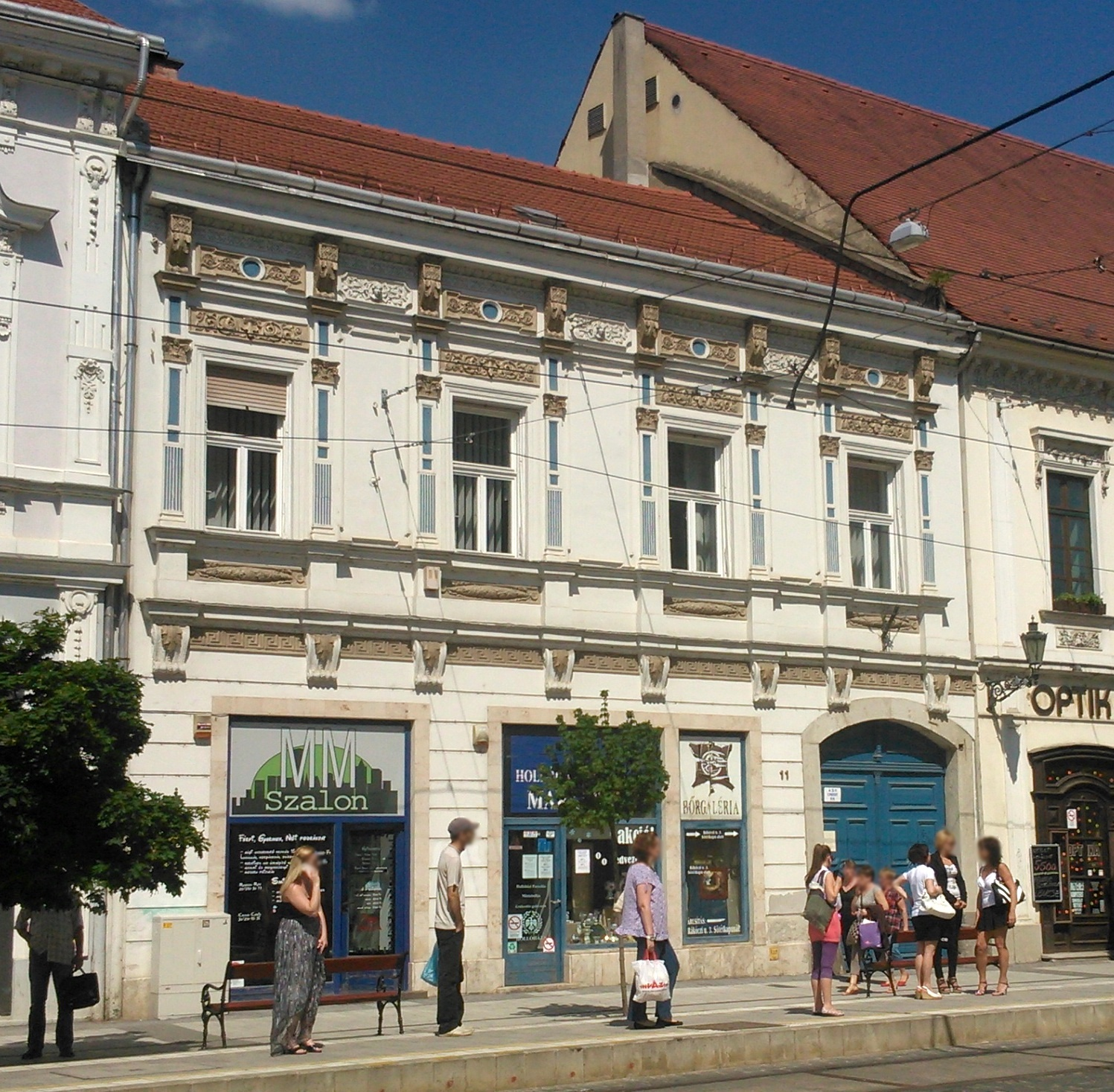
Hitelszövetkezet (11. sz.)
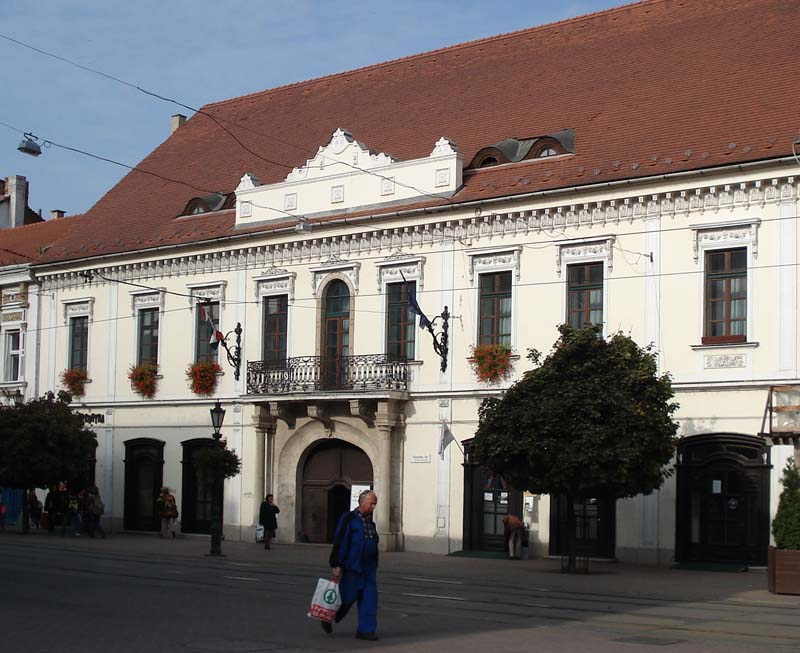
Almássy-kúria (13. sz.)

### Páros oldal
Radvány-palota (Városház tér 2.)
Az épület a Városház tér és a Kis-Hunyad utca sarkán áll. Az egyemeletes házat 1896-ban építtette Radvány István (1832–1918). Radvány a Borsod-Miskolczi Gőzmalom Rt. igazgatója, a Hitelintézet alelnöke, a Miskolczi Takarékpénztár elnöke és a miskolci Kereskedelmi és Iparkamara elnöke volt. A tulajdonoson kívül itt lakott még Bulyovszky Gusztáv, a Miskolci Nemzeti Kaszinó igazgatója és Holländer Béla, az Ügyvédi Kamara elnöke is. Az eklektikus stílusú épület magas lábazata a 4. szám épületéhez illeszkedik, és gazdagon strukturált homlokzati díszeivel kitűnik környezetéből. Sarokrizalitja fölött magas sátortető helyezkedik el, előtte attikával. A földszinten üzletbejárat van (a 2010-es években pizzéria). A ház főbejárata a keleti oldalon nyílik. A homlokzatokon enyhén kiemelkedő rizalitok és kváderpilaszterek vannak. Ablakai íves záródásúak, egyenes és köríves szemöldökpárkányok váltakoznak fölöttük. A konzolok tartotta törtíves szemöldökpárkány kagylómotívumos díszítést kapott. Az első emeleten a sarokrizalitban és a keleti oldal két szélső tengelyében viszonylag kicsi, félköríves, baluszteres kőerkélyek vannak.
Glós-ház (Városház tér 4.)
Ezen a helyen állt az 1878-as árvízig Szrogh Sámuel (1762–1829) háza. A helyén Glós Károly (1855–1938) ügyvéd építette fel a jelenlegi házat, amely mai arculatát az 1986-os felújítás során kapta. A homlokzat kialakítására valószínűleg a szomszédos kápolnához igazodás hatott, gótikus elemeket hordoz. Némiképp hasonló jellegű épület Miskolcon a főutcai Majzler-ház, de ez letisztultabb. A szűk utcaszerkezet és a fák miatt elég rossz a rálátás a homlokzatra, amely 1+1+2+1 axisú. Csúcsíves bejárata a déli tengelyben van, fölötte reneszánsz pillérek által tartott zárt erkély található, magas, csúcsíves zárással. A földszinti ablakok mélyített csúcsíves keretelésűek, az emeletiek hasonló kiképzést kaptak, mélyítés nélkül. A két szintet az épület teljes szélességében osztópárkány tagolja.
Fráter György Gimnázium, Zárdakápolna (Városház tér 6.)
Az irgalmasrendi nővérek miskolci megtelepedését Bükk Zsigmondné Sebe Teréz tette lehetővé, aki 1878-ban bocsátotta a rend részére házát és telkét. Az építkezések csak az árvíz után és bonyodalmas peres eljárásokat követően kezdődhettek meg. Ennek a látható eredménye a házak vonalának enyhe törése. Az építkezés ezt követően is vontatottan, több fázisban történt, a Zárdakápolnát végül 1886-ban szentelték fel (bár a homlokzaton lévő emléktábla 1988-ban emlékezik meg a 100 éves évfordulóról). A telken három intézmény működött: a zárda, a kápolna és az iskola. A század végén felső leányiskola nyílt a rendház mellett, ami 1927-ben polgári leányiskolává alakult, hogy azután 1927-ben elindulhasson a Miskolci Római Katolikus Tanítóképző Intézet is. Az elemi, a polgári iskola és a tanítóképző több mint 500 tanulót fogadott. Az épületben 1949-től 1992-ig a Herman Ottó Gimnázium működött, de ekkor a városvezetés döntése értelmében a katolikus egyház kezelésébe került. A Fráter György Katolikus Gimnázium, Kollégium és Általános Iskola 1993-ban nyitotta meg a kapuit. 1997–98-ban új épületszárnyat építettek, majd a régebbi traktusok felújítása is megtörtént. A munkálatok 2000-ben értek véget Vincze Ildikó Árpád szent fája című vegyes technikájú, freskó-kerámia alkotásának elkészültével.
Városháza (Városház tér 8-10-12., Hunyadi utca 2.)
Miskolc első városházája még a 17. században épült meg a jelenlegi (Városház tér 8.) helyén, az akkori Mészár utcán. 1762–1763-ban újabb házat építettek az előző helyén, de kialakításáról, megjelenéséről erről sincsenek ismeretek. Ez a városháza nyolcvan évig állt. Az 1843-as földrengés és tűzvész komoly károkat okozott benne, bár utána még rendbe hozták. A harmadik városházát 1870-ben kezdték építeni, és végül 1871. január 16-án adták át. A későbbiekben, a feladatok és a funkciók gyarapodásával, a városháza a szomszédos, délre fekvő épületeket (mai Városház tér 10. és 12. szám) is átvette, majd 2012-re elkészült az előzőekkel szerves egységet alkotó, a Hunyadi utcára nyíló modern épület, amit Viszlai József tervezett. Az első épület romantikus stílusban készült. A főhomlokzat három részre osztható, a középrizalitra és szélein az oldalszakaszokra. A középrizaliton nyílik a szegmensíves záródású, kőkeretes kapu. Az emeleti hat ablak közül a középső kettő franciaablak, előtte négy öntöttvas konzolon álló erkéllyel, amit kompozit pilaszterek szegélyeznek. Az egyemeletes, L alaprajzú épület részben alápincézett, nyeregtetős. A második épület szintén egyemeletes, de ez kisebb, a párkánymagassága azonos az első épülettel. Kerékvetőkkel díszített, korinthoszi pilaszterekkel szegélyzett kapuja félköríves záródású (ezt ma már nem használják). A harmadik ház saroképület, keleti homlokzata és a sarokrész a Városház térre, déli homlokzata a Hunyadi utcára néz. Eredetileg bérháznak és a MÁV hivatalai számára készült, de működött itt a városi rendőrség, dohányüzlet, katonai parancsnokság és a Miskolci Jogakadémia is. A legújabb, Hunyadi utcai épület kétemeletes, harmonikusan simul a szomszédos épület mellé, az előző épület koronázópárkányának folytatásával hangsúlyozva az azonos párkánymagasságot. A főbejárat előtt az egyik oldalon hat, a másikon hét egyszerű tartóoszlop van, fölöttük kilátóterasszal. Az épület jellegzetessége a bal oldalon emelt egyszerű, négyzetes torony.
Egykori óvodaépület (Városház tér 14.)
A mai házat Vay László építtette az 1860-as évek elején, majd Pózner Gábor vette meg tőle. Utóbbi aztán eladta a városnak, és még alapítványt is tett a házban működő óvoda számára. A város első óvodája egyébként 1842-ben a mai Dózsa György utcán nyílt meg, és 1864-ben került a Városház téri házba. Az „kisded óvó-nevelő” Tóth István volt. Az 1878-as miskolci árvíz súlyos károkat okozott az épületben, felújítása közel egy évig tartott, 1879. július 27-én nyitották meg újra. 1881-ben Ferenc József is meglátogatta az intézményt. 1905-ben a házat bérbe vették a Dunky fivérek, akik a főutcai oldalon üvegfallal kialakított fényképész műtermet rendeztek be (a korabeli sajtóreklám szerint a ház akkor a Széchenyi utca 5. számot viselte), és a földszint utcai frontján üzletek voltak. 1912-ben Dunky Kálmán áthelyezte a műtermet a Széchenyi utca 25. alá, ezután az emeleten bérlakásokat alakítottak ki. Az óvoda egészen 1973-ig működött az épületben. Az egyemeletes ház tengelyelrendezése eltér a két szinten, teljesen más a ritmusuk. A félköríves záródású kapubejáró a bal oldalon van, az osztópárkány magasságában viszonylag széles erkélyt helyeztek el kovácsoltvas ráccsal, nagyjából középen. Az ablakok mindkét szinten egyenes záródásúak. A 2010-es években az ING miskolci kirendeltsége működik a házban.

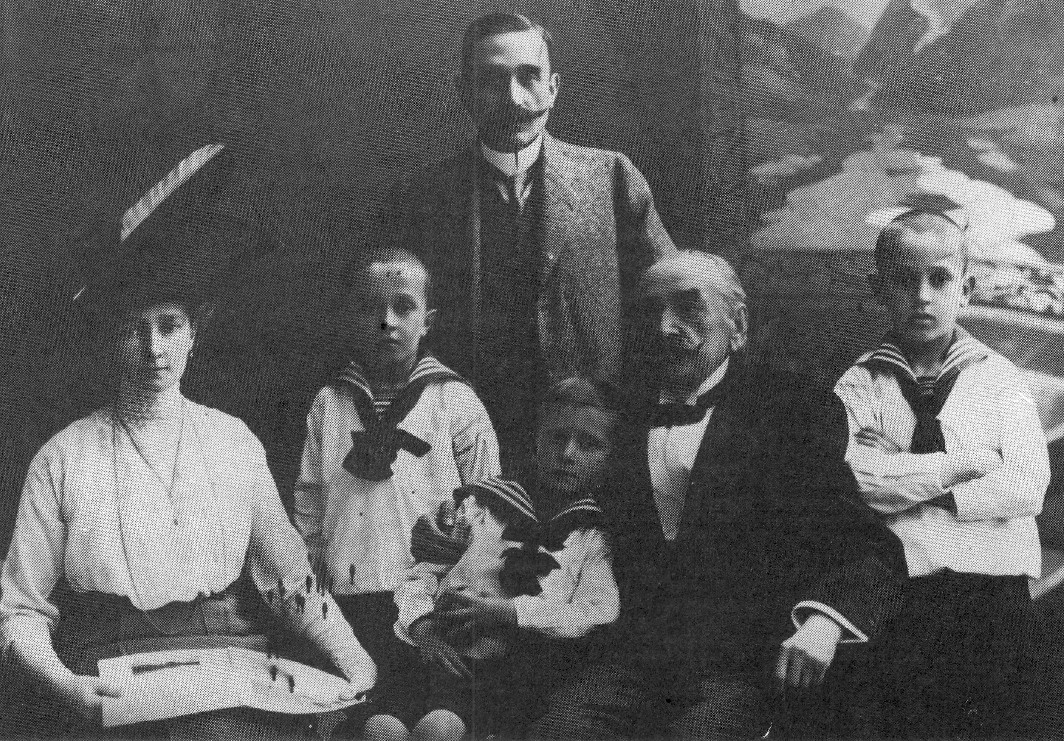
A Markó család a 19. század végén

Markó-házak
- Városház tér 16.

A 2+2+2 tengelyű ház építési idejéről nincs információ, arról azonban igen, hogy a tulajdonosa, Markó László vármegyei főorvos 1883-ban homlokzatátalakítási kérelemmel fordult a városi tanácshoz, mert a ház eredeti építési vonala középen megtört, követve az utca hajlását. Az illetékes bizottság helyt adott a kérésnek: az „átalakítás műszaki és közrendészeti tekintetekből czélirányos és megengedhető. A … 6 ablaknyílással bíró homlokzat közepén egy 30 ct. széles előugrás építessék, melynek vonala a jelenlegi szögelet élével összeessék”. A törés megszűnt, de a két oldalsó homlokzati rész vonala ma is jól láthatóan szöget zár be egymással. A hattengelyes ház ablakai egyenes keretelésűek, a középső kettő fölött timpanonnal. Az osztópárkány magassága, de általában a magassági méretei a szomszédos, 18. szám méreteihez hasonlóak. A középrizalitot fölül balusztrádos attika zárja. Egyenes záródású kapuja a középső tengely bal oldalán nyílik. A földszinten papír-írószerbolt és műtárgyüzlet működik.
- Városház tér 18.

A ház a 18. században épült, barokk elemei is maradtak, bár a 19. században eklektikus stílusban átalakították. Zárt sorú beépítésű, L alaprajzú, egyemeletes lakóház. Földszinti helyiségei csehsüvegboltozatosak, az emeletiek síkmennyezetesek. Főutcai homlokzata háromtengelyes, a kosáríves kapubejáró az első tengelyben helyezkedik el. Kapualja háromszakaszos, hevederek között csehsüvegboltozatos. A kapualjból lépcső vezet az udvari függőfolyosóra. Ablakai egyenes záródásúak, fölöttük timpanonnal. Ebben a házban Markó Pál, a Rozsnyóról ideköltözött bőrgyáros, a szomszédos 16. számúban lakó Markó László apja lakott. A földszinti üzlethelyiségben 2017-ben pékség működik.
Bódogh-ház (Városház tér 20.)
Az épület valószínűleg 1793-ban épült, legalábbis az ez évi összeírás új építésű emeletes házként írta le, tulajdonosa pedig Nemes Balogh Ferenc volt. Volt a görög kereskedők tulajdonában is, a fa kapuszárnyakon és a kapuív zárókövén megőrződött szőlőfürtök erre utalnak. A görögök feltehetően valamilyen szintű átalakítást is végrehajtottak az épületen. A házat 1883-ban Bódogh Albert (1829–1886) orvostudor, a szabadságharc ezredorvosa vette meg, akinek a leszármazottjai is itt laktak. Az Almássy-kúriában történt 1984-es robbanás után az ott székelő ügyvédi munkaközösség ebbe a házba költözött át. A házban ismeretlen időben stílustalan tetőtér-beépítés történt, ennek megszüntetéséről azóta sem sikerült megállapodni. Zárt sorú, L alaprajzú, egyemeletes épület. A ház stílusára a késő barokk, a klasszicizáló elemek jellemzőek, kapuja copf. A földszinti üzlethelyiségben évtizedekig zöldség-gyümölcsbolt volt, a 2010-es években optikus működik.
Az Amerikai áruház épülete (Városház tér 22.)
A ház jóval 1898 előtt épülhetett, az építtető Breuer Rudolf és felesége volt. Az épületben lakások voltak, de a tulajdonosok itt működtették divatáru kereskedésüket is, amit a korabeli sajtóban reklámoztak, és a házra Breuer-palota néven hivatkoztak. A reklámok 1895-től már az Amerikai áruházról szóltak, ahol fehérneműt, divatárut és lakástextilt lehetett kapni. 1901-ben ebben a házban született Vándor Sándor zeneszerző, kórusvezető. Az első világháború után az áruház megszűnt, az új tulajdonos Kardos József lett. Az 1940-es években Blum Mór és Gosztonyi József hús-hentesáru üzlete működött itt, a szomszédos, Erzsébet tér 2. számú sarokházban pedig fűszerüzletük. A húsbolt azóta is folyamatosan működik az épület földszintjén, a bal oldali üzletben pedig hallásközpont van. Az 1+2+2+2+1 axisú épület mészkőlapokkal borított homlokzata mára kissé beszürkült, de újkorában monumentális hatást kelthetett. A ház kétemeletes, első emeleti nyílászárói egyenes, a második emeletiek félköríves záródásúak. Az első emeleti ablakok fölött timpanonos szemöldökpárkányok vannak. Félköríves zárású kapuja középen helyezkedik el, fölötte három erőteljes konzol (a két szélső oszlop által megtámasztva) erkélyt tart. A sok főutcai háztól eltérően külseje lényegesen nem változott az eltelt több mint egy évszázad során, még a földszinti részek sem.

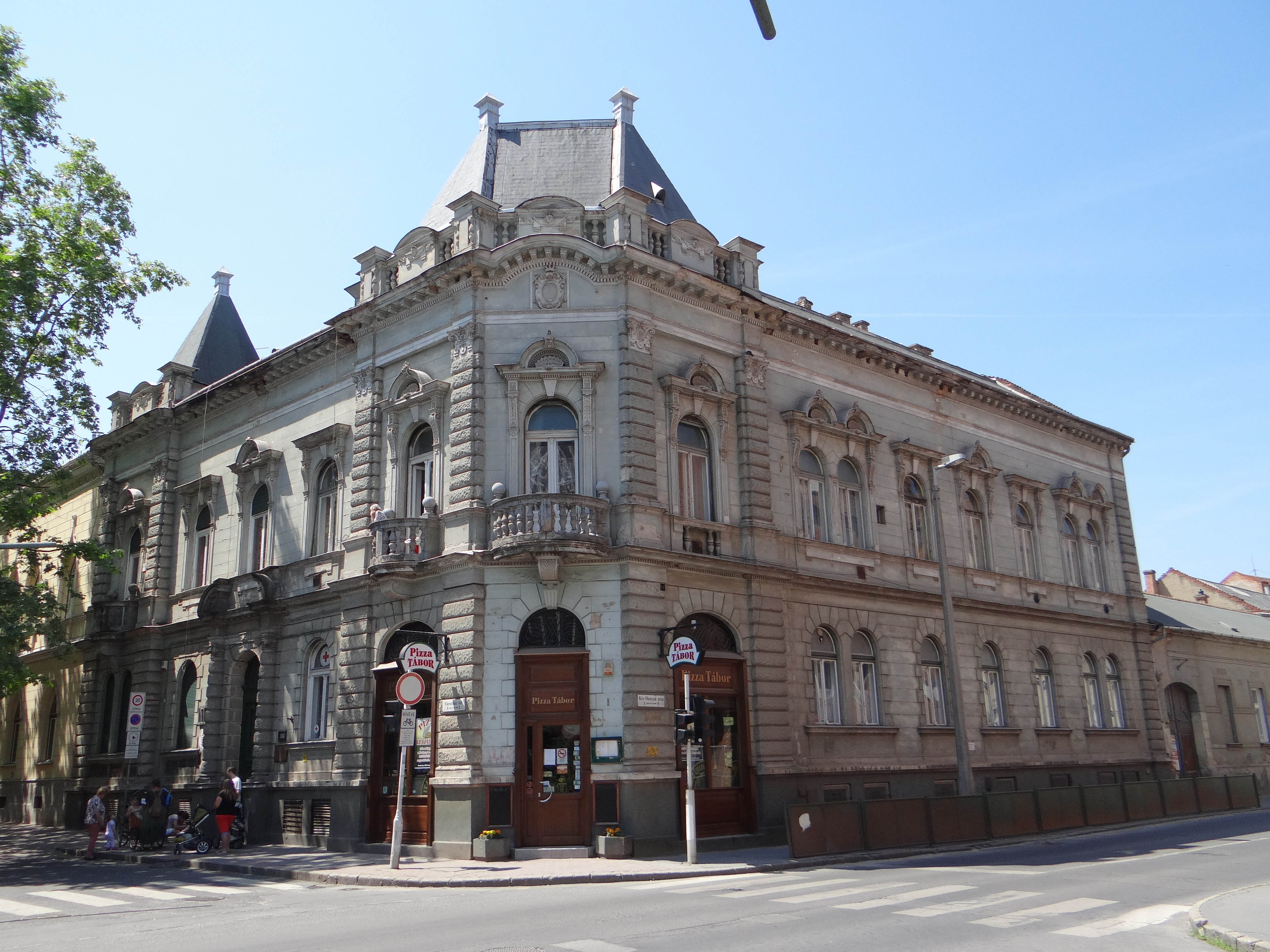
Radvány-palota (2. sz.)
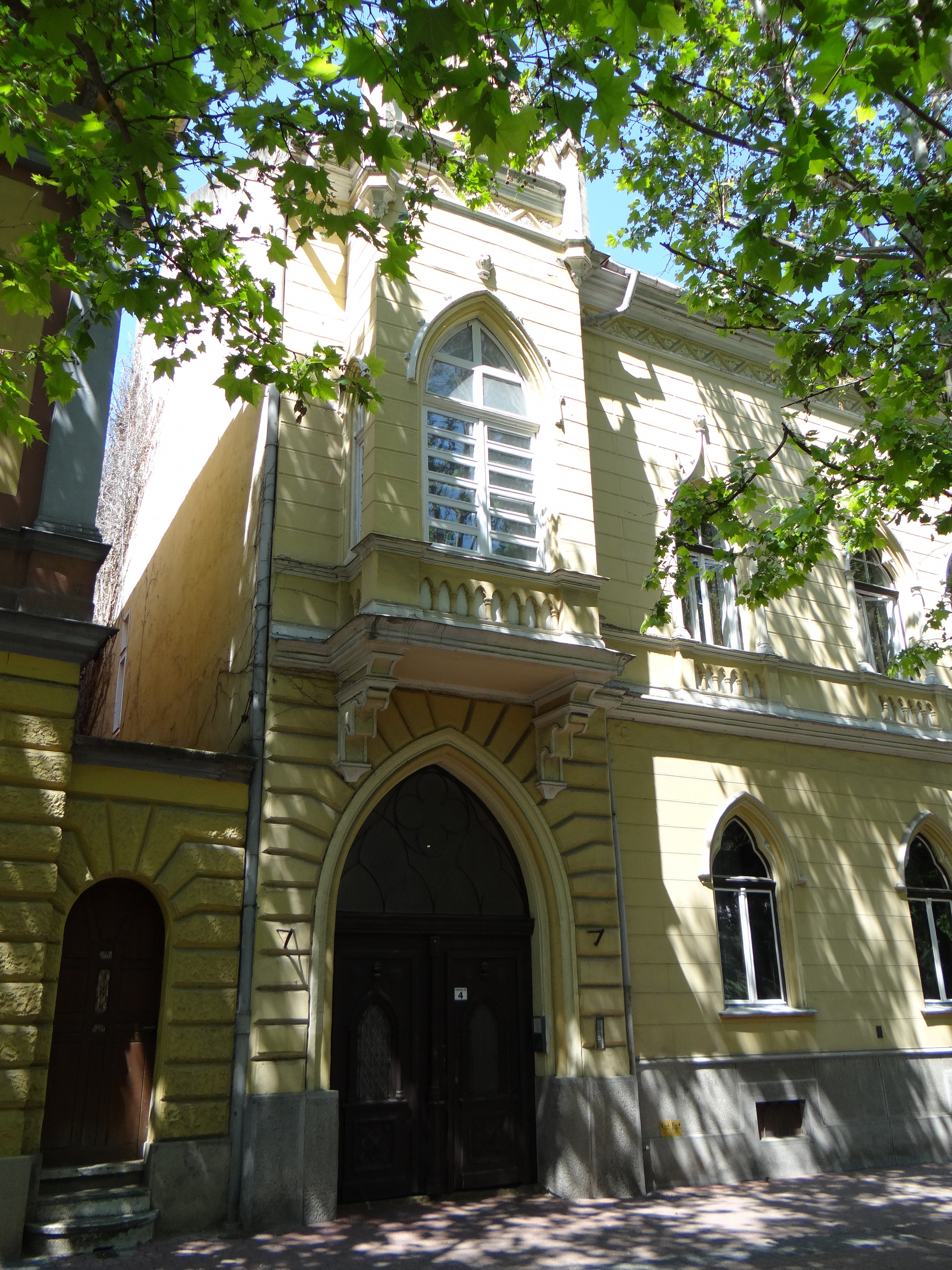
Glós-ház (4. sz.)
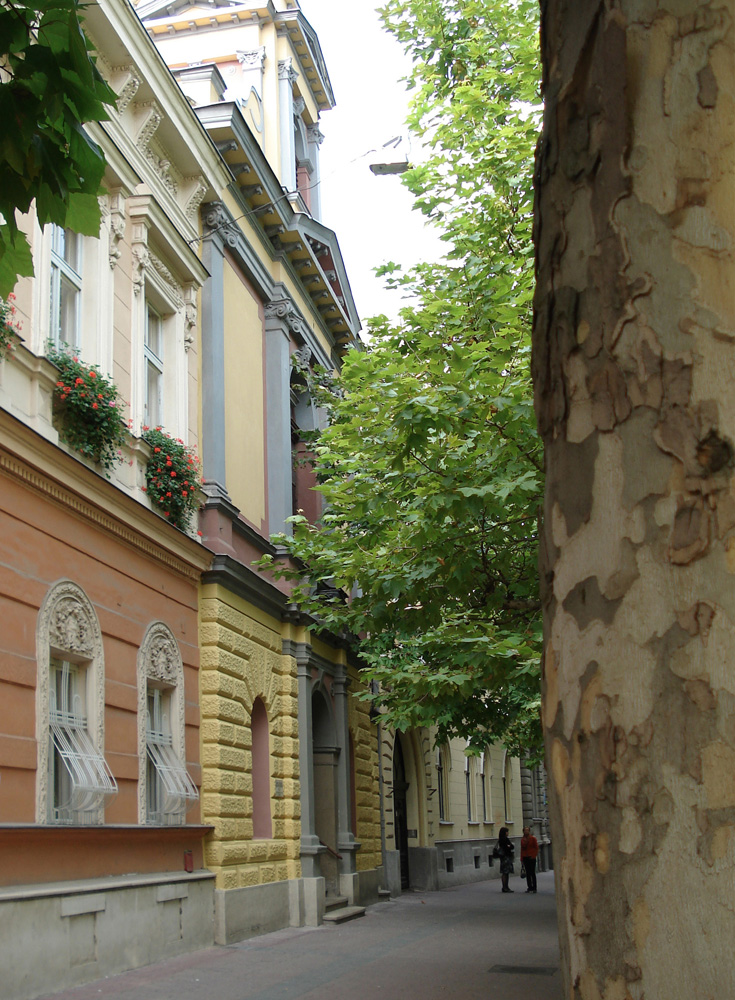
Zárdakápolna (6/a. sz.)
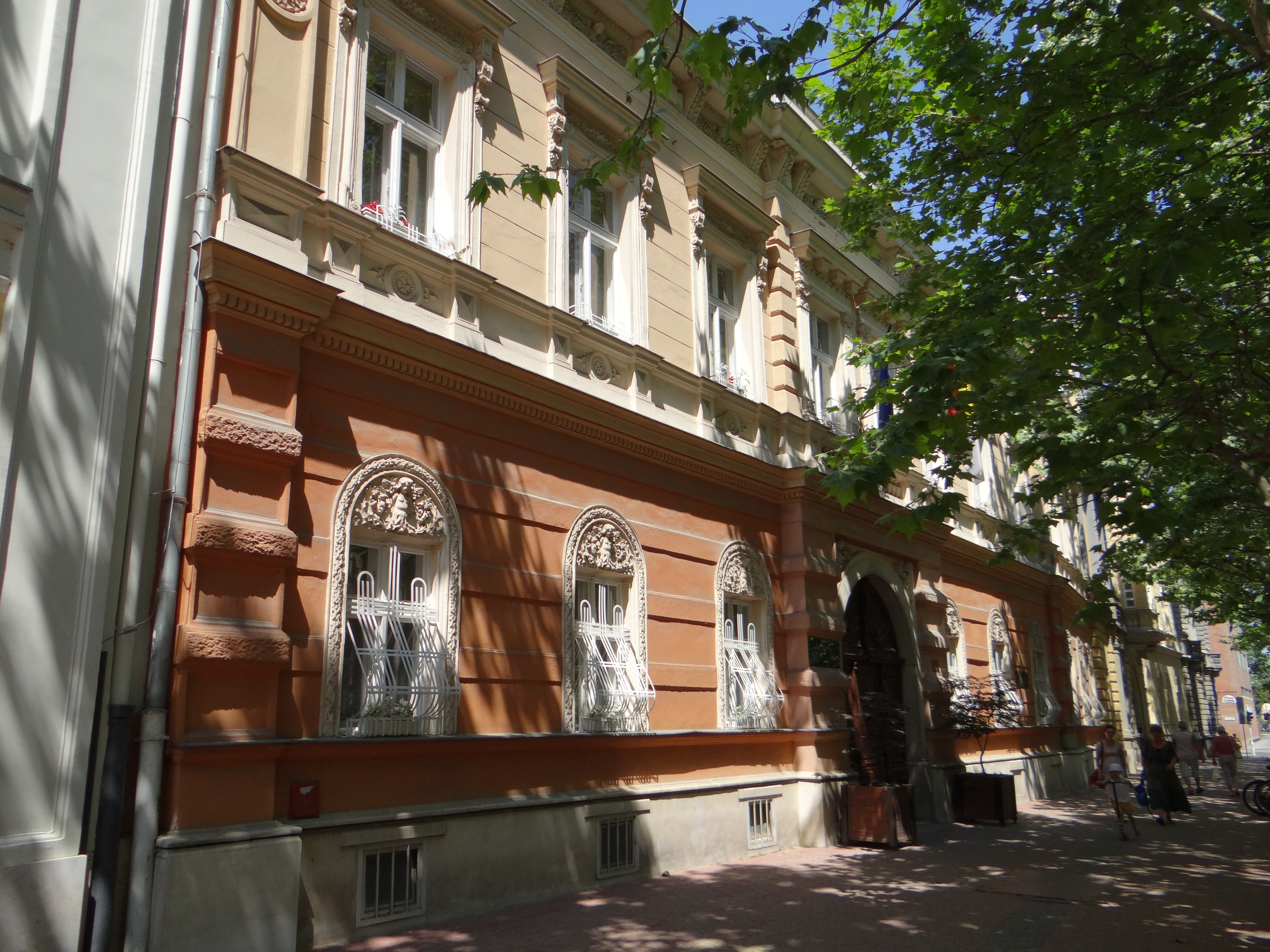
A gimnázium (6/b. sz.)
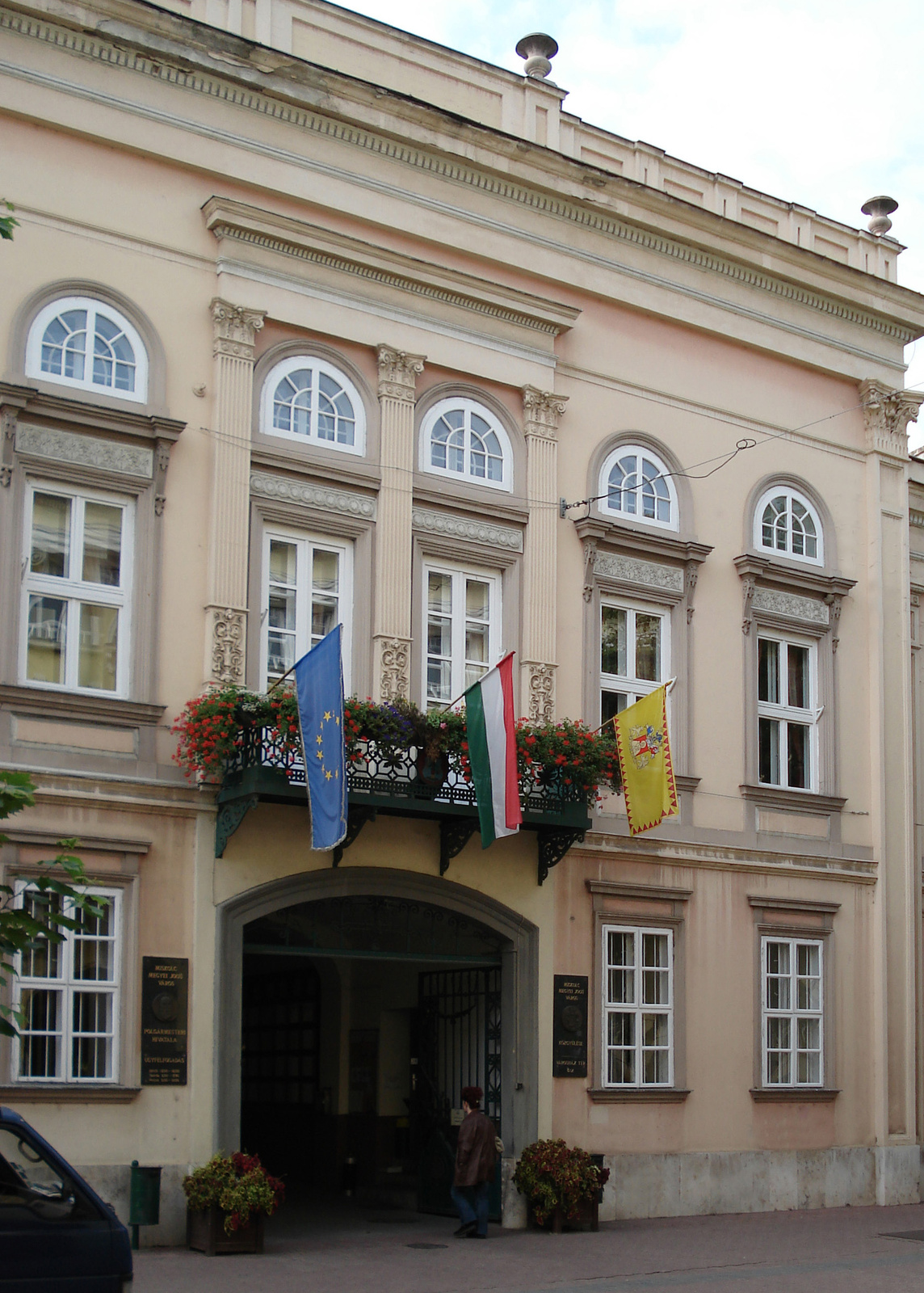
A Városháza (8. sz.)
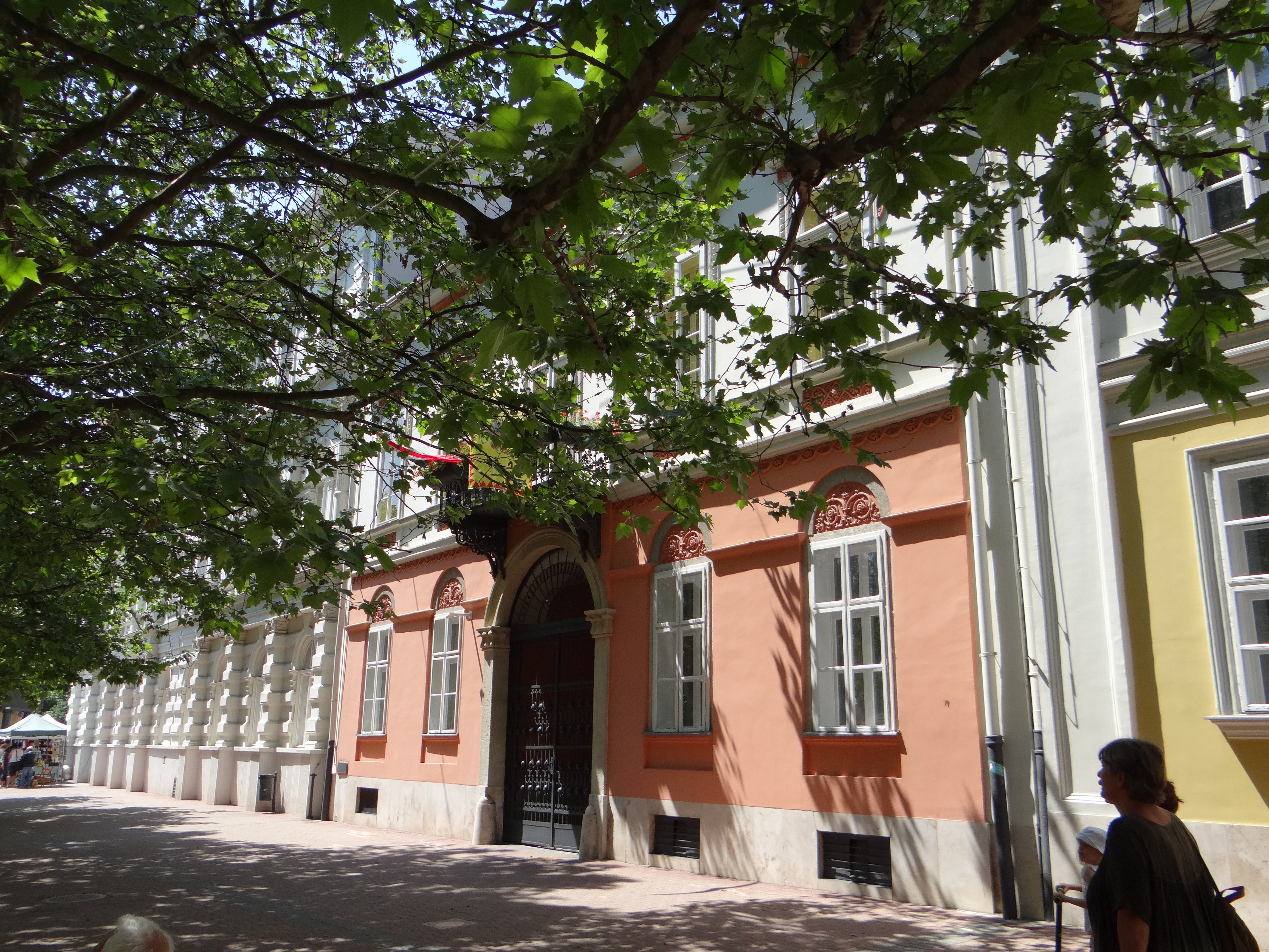
A 10. számú épület
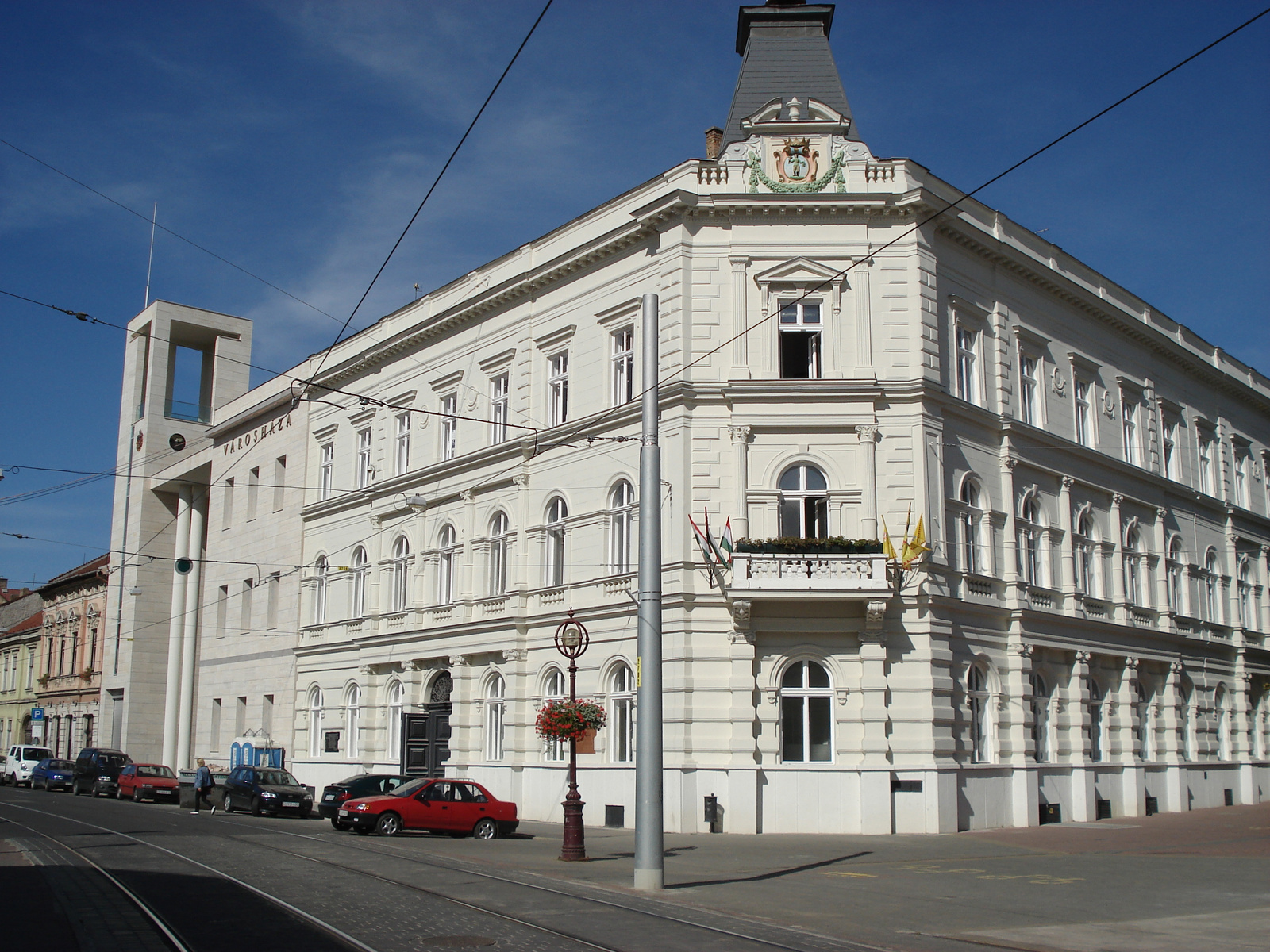
A Városháza saroképülete (12. sz.)
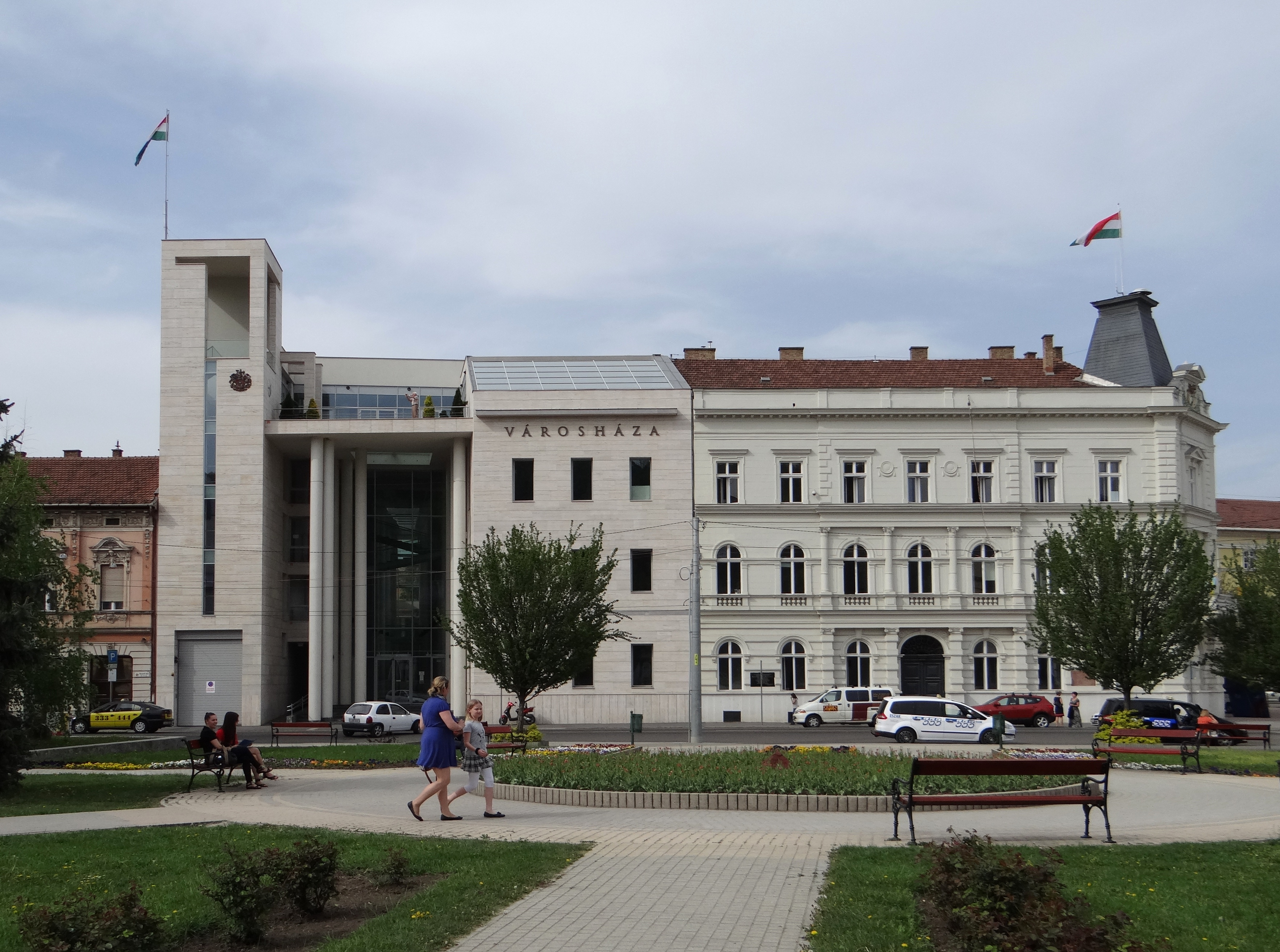
A Városháza új épülete (Hunyadi u. 2.)
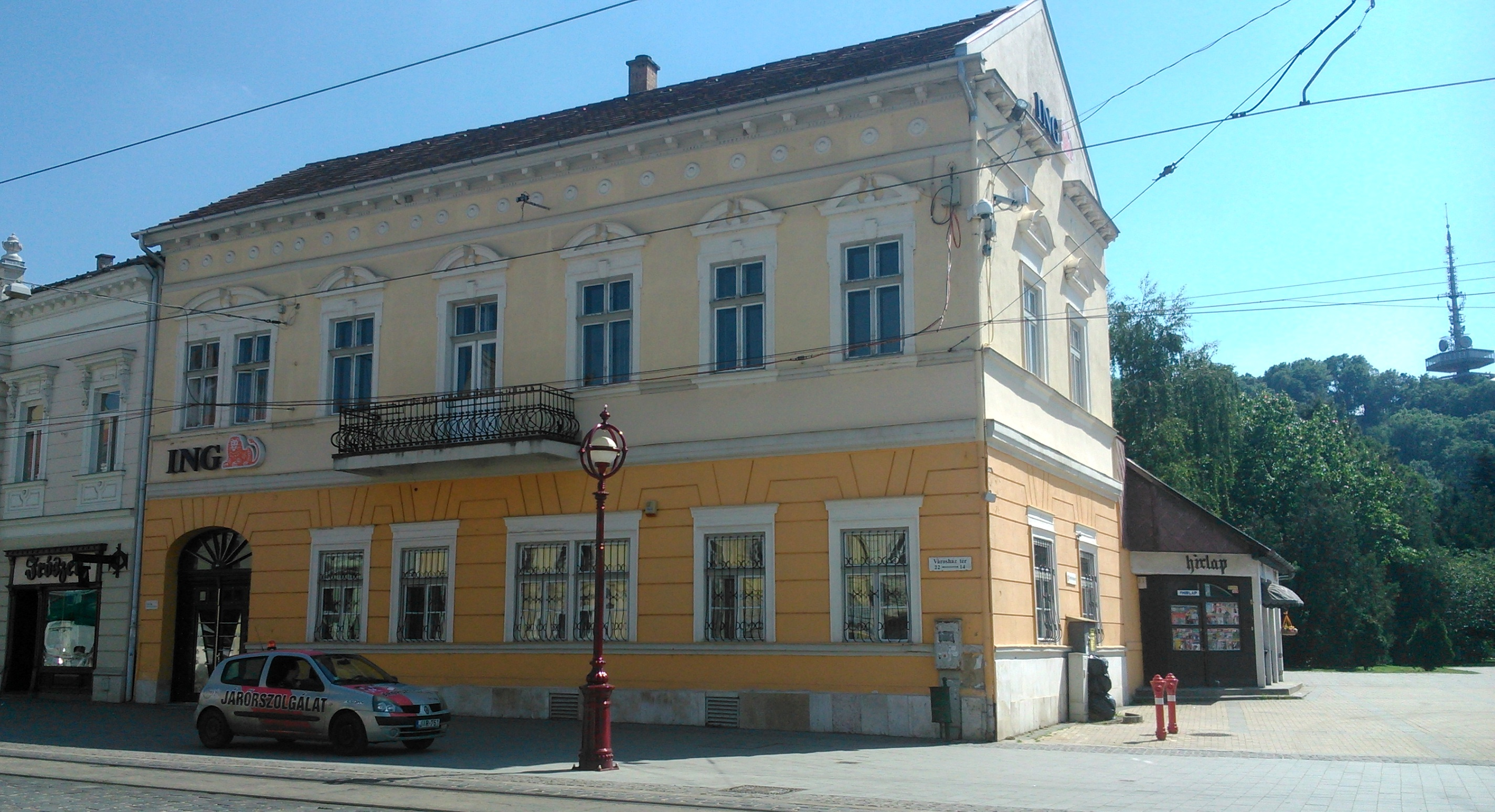
Az egykori óvodaépület (14. sz.)
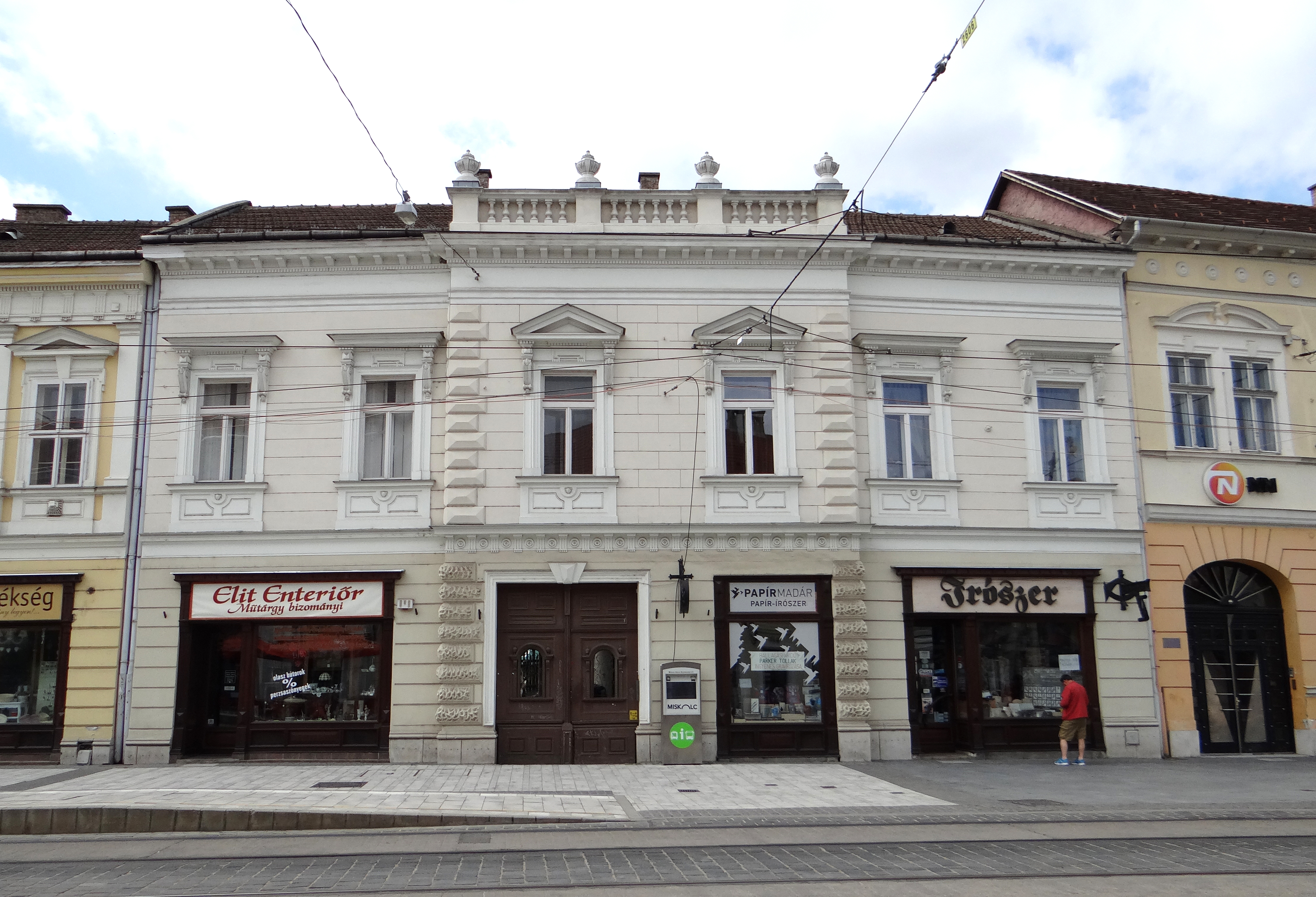
Markó-ház 1 (16. sz.)
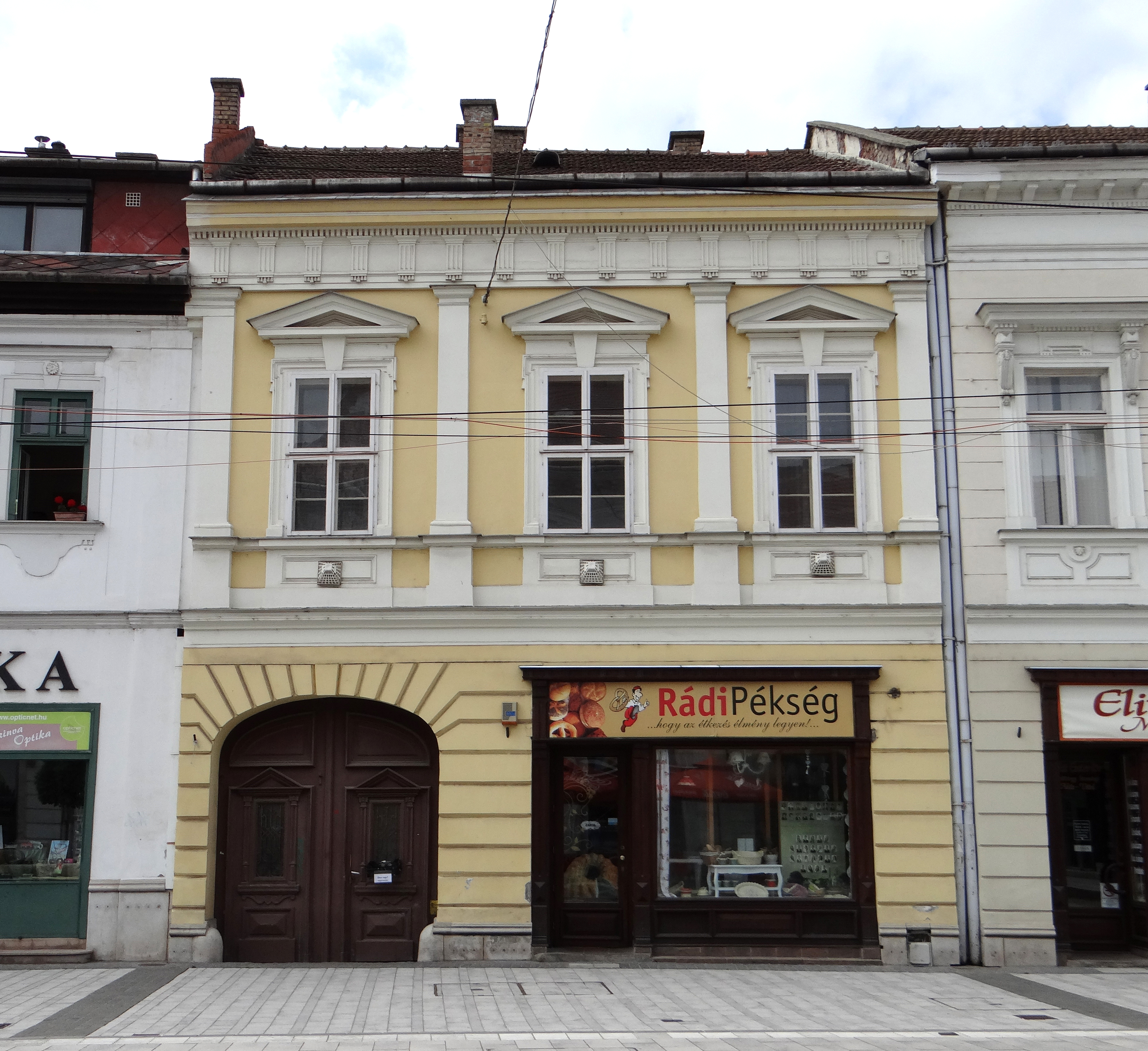
Markó-ház 2 (18. sz.)
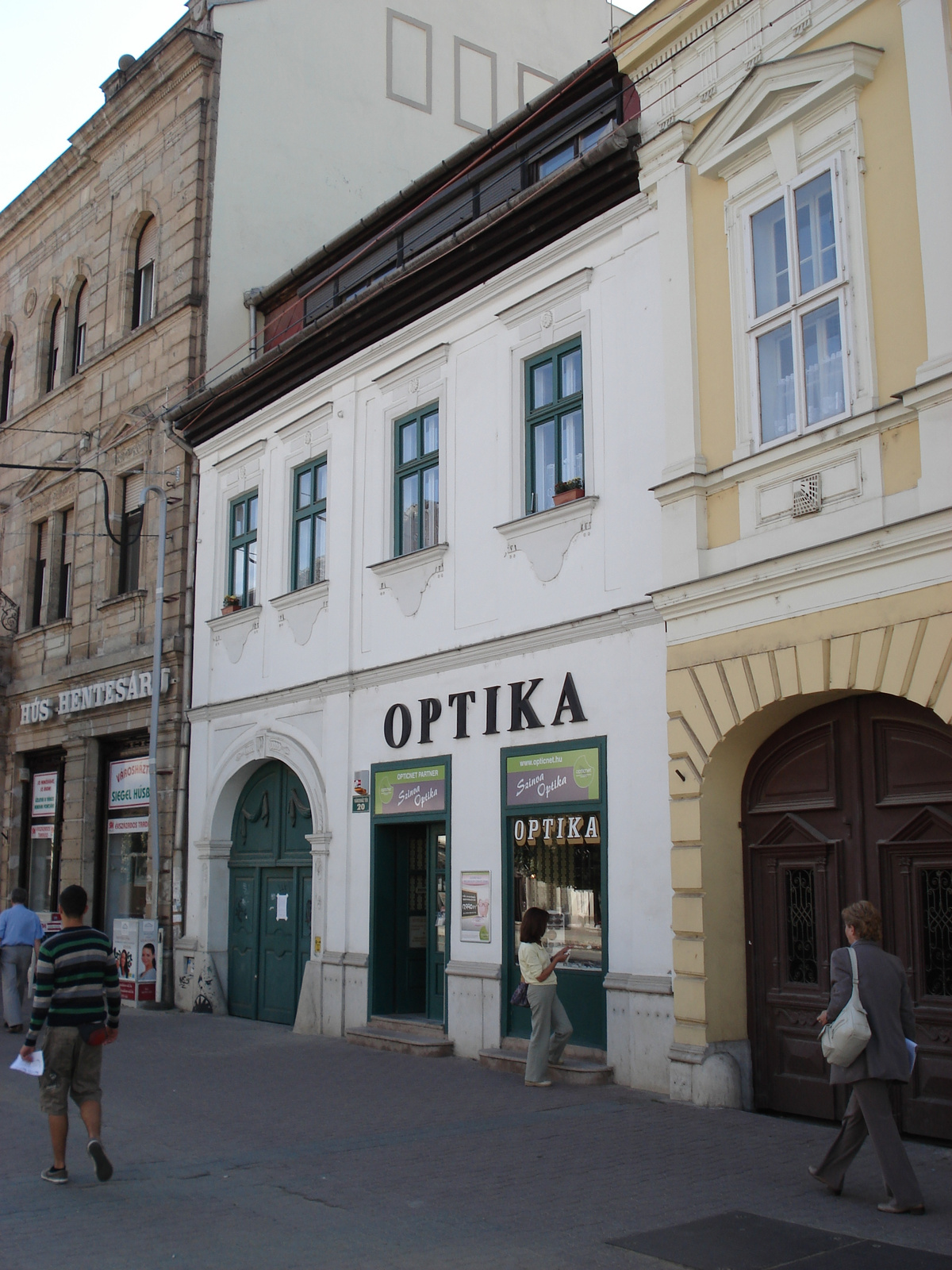
Bódogh-ház (20. sz.)
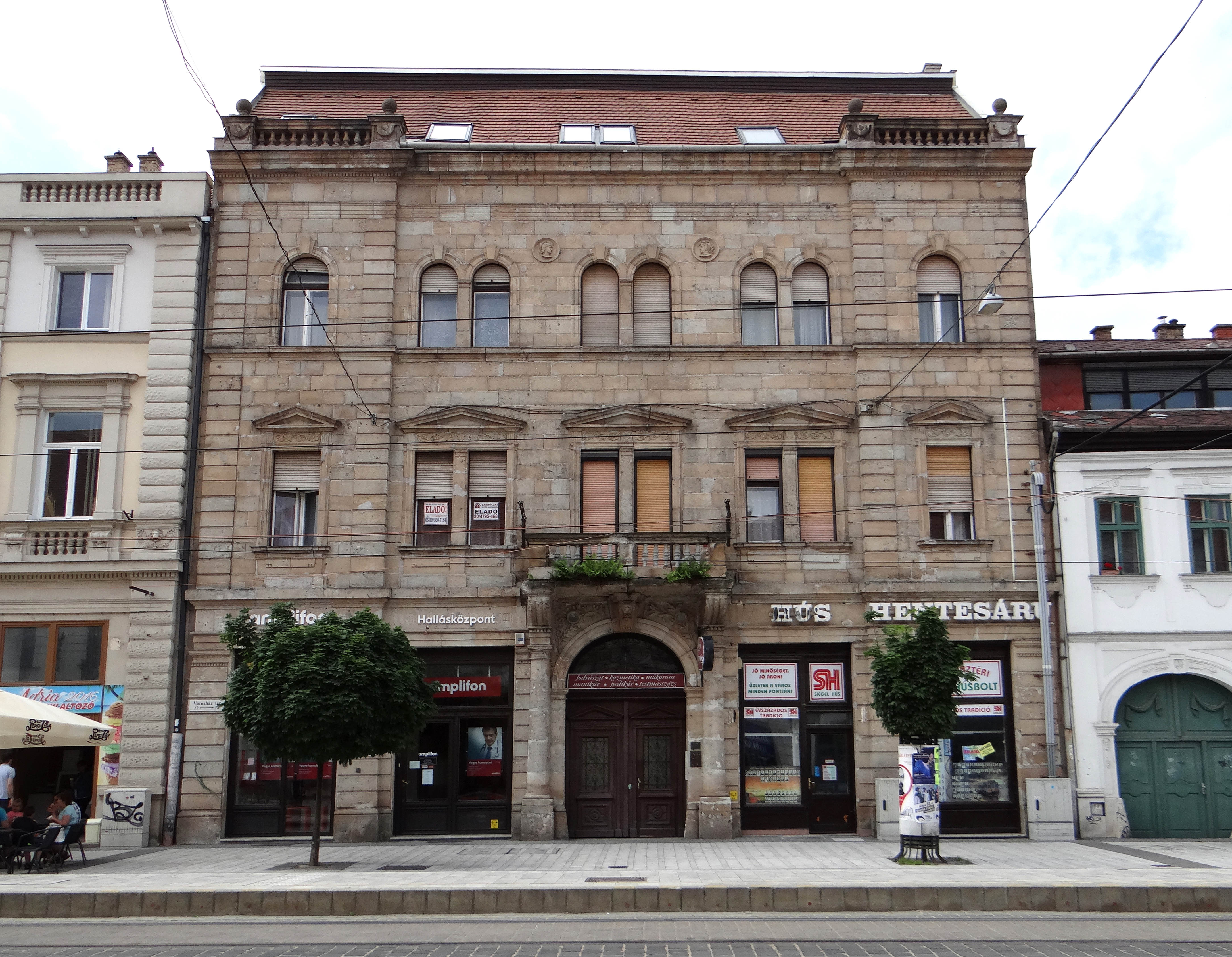
Amerikai áruház (22. sz.)